# USA i olympiska sommarspelen 2016
USA, genom USA:s olympiska kommitté (USOC), deltog i de 31:a olympiska sommarspelen som ägde rum i Rio de Janeiro mellan den 5 och den 21 augusti 2016.
Damernas 4 x 100 meter medley i simning blev USA:s 1000:e OS-guld någonsin i dem olympiska sommarspelens historia. Och i och med detta sommarspel har de fått totalt 2520 medaljer, varav 1022 guld.

## Medaljer
| Medalj | Namn | Sport         | Gren                            |
| ------ | --- | ------------- | ------------------------------- |
| 1      | USA:s damlandslag i basket | Basket        | Damernas turnering              |
| 1      | USA:s herrlandslag i basket | Basket        | Herrarnas turnering             |
| 1      | Claressa Shields | Boxning       | Damernas 75 kg                  |
| 1      | Helen Maroulis | Brottning     | Damernas fristil, 53 kg         |
| 1      | Kyle Snyder | Brottning     | Herrarnas fristil, 97 kg        |
| 1      | Kristin Armstrong | Cykling       | Damernas tempolopp              |
| 1      | Connor Fields | Cykling       | Herrarnas BMX                   |
| 1      | Brianna Rollins | Friidrott     | Damernas 100 meter häck         |
| 1      | Dalilah Muhammad | Friidrott     | Damernas 400 meter häck         |
| 1      | Morolake Akinosun* Tianna Bartoletta Tori Bowie Allyson Felix English Gardner                                                   | Friidrott     | Damernas 4 × 100 meter          |
| 1      | Taylor Ellis-Watson* Allyson Felix Phyllis Francis Natasha Hastings Francena McCorory* Courtney Okolo                           | Friidrott     | Damernas 4 × 400 meter          |
| 1      | Michelle Carter | Friidrott     | Damernas kulstötning            |
| 1      | Tianna Bartoletta | Friidrott     | Damernas längdhopp              |
| 1      | Matthew Centrowitz | Friidrott     | Herrarnas 1 500 meter           |
| 1      | Kyle Clemons* Arman Hall Tony McQuay LaShawn Merritt Gil Roberts David Verburg*                                                 | Friidrott     | Herrarnas 4 × 400 meter         |
| 1      | Kerron Clement | Friidrott     | Herrarnas 400 meter häck        |
| 1      | Ryan Crouser | Friidrott     | Herrarnas kulstötning           |
| 1      | Jeff Henderson | Friidrott     | Herrarnas längdhopp             |
| 1      | Christian Taylor | Friidrott     | Herrarnas tresteg               |
| 1      | Ashton Eaton | Friidrott     | Herrarnas tiokamp               |
| 1      | Simone Biles | Gymnastik     | Damernas fristående             |
| 1      | Simone Biles | Gymnastik     | Damernas hopp                   |
| 1      | Simone Biles | Gymnastik     | Damernas individuella mångkamp  |
| 1      | Simone Biles Gabby Douglas Laurie Hernandez Madison Kocian Aly Raisman                                                          | Gymnastik     | Damernas lagmångkamp            |
| 1      | Kayla Harrison | Judo          | Damernas 78 kg                  |
| 1      | Emily Regan Kerry Simmonds Amanda Polk Lauren Schmetterling Tessa Gobbo Meghan Musnicki Elle Logan Amanda Elmore Katelin Snyder | Rodd          | Damernas åtta                   |
| 1      | Simone Manuel | Simning       | Damernas 100 m frisim           |
| 1      | Katie Ledecky | Simning       | Damernas 200 m frisim           |
| 1      | Katie Ledecky | Simning       | Damernas 400 m frisim           |
| 1      | Katie Ledecky | Simning       | Damernas 800 m frisim           |
| 1      | Maya DiRado | Simning       | Damernas 200 m ryggsim          |
| 1      | Lilly King | Simning       | Damernas 100 m bröstsim         |
| 1      | Allison Schmitt Leah Smith Maya DiRado Katie Ledecky Missy Franklin Melanie Margalis Cierra Runge                               | Simning       | Damernas 4 × 200 m frisim       |
| 1      | Kathleen Baker Lilly King Dana Vollmer Simone Manuel Olivia Smoliga Katie Meili Kelsi Worrell Abbey Weitzeil                    | Simning       | Damernas 4 × 100 m medley       |
| 1      | Anthony Ervin | Simning       | Herrarnas 50 meter frisim       |
| 1      | Ryan Murphy | Simning       | Herrarnas 100 m ryggsim         |
| 1      | Ryan Murphy | Simning       | Herrarnas 200 m ryggsim         |
| 1      | Michael Phelps | Simning       | Herrarnas 200 m fjärilsim       |
| 1      | Michael Phelps | Simning       | Herrarnas 200 m medley          |
| 1      | Caeleb Dressel Michael Phelps Ryan Held Nathan Adrian Jimmy Feigen Blake Pieroni Anthony Irvin                                  | Simning       | Herrarnas 4 × 100 m frisim      |
| 1      | Conor Dwyer Townley Haas Ryan Lochte Michael Phelps Clark Smith Jack Conger Gunnar Bentz                                        | Simning       | Herrarnas 4 × 200 m frisim      |
| 1      | Ryan Murphy Cody Miller Michael Phelps Nathan Adrian David Plummer Kevin Cordes Tom Shields Caeleb Dressel                      | Simning       | Herrarnas 4 x 100 meter medley  |
| 1      | Virginia Thrasher | Skytte        | Damernas 10 m luftgevär         |
| 1      | Bethanie Mattek-Sands Jack Sock                                                                                                 | Tennis        | Mixeddubbel                     |
| 1      | Gwen Jorgensen | Triathlon     | Damernas lopp                   |
| 1      | USA:s damlandslag i vattenpolo                                                                                                  | Vattenpolo    | Damernas turnering              |
| 2      | Shakur Stevenson | Boxning       | Herrarnas 56 kg                 |
| 2      | Brady Ellison Zach Garrett Jake Kaminski                                                                                        | Bågskytte     | Herrarnas lagtävling            |
| 2      | Sarah Hammer Kelly Catlin Chloe Dygert Jennifer Valente                                                                         | Cykling       | Damernas lagförföljelse         |
| 2      | Sarah Hammer | Cykling       | Damernas omnium                 |
| 2      | Alise Post | Cykling       | Damernas BMX                    |
| 2      | Tori Bowie | Friidrott     | Damernas 100 meter              |
| 2      | Nia Ali | Friidrott     | Damernas 100 meter häck         |
| 2      | Allyson Felix | Friidrott     | Damernas 400 meter              |
| 2      | Brittney Reese | Friidrott     | Damernas längdhopp              |
| 2      | Sandi Morris | Friidrott     | Damernas stavhopp               |
| 2      | Justin Gatlin | Friidrott     | Herrarnas 100 meter             |
| 2      | Evan Jager | Friidrott     | Herrarnas 3 000 meter hinder    |
| 2      | Paul Chelimo | Friidrott     | Herrarnas 5 000 meter           |
| 2      | Joe Kovacs | Friidrott     | Herrarnas kulstötning           |
| 2      | Will Claye | Friidrott     | Herrarnas tresteg               |
| 2      | Alexander Massialas | Fäktning      | Herrarnas florett               |
| 2      | Daryl Homer | Fäktning      | Herrarnas sabel                 |
| 2      | Madison Kocian | Gymnastik     | Damernas barr                   |
| 2      | Laurie Hernandez | Gymnastik     | Damernas bom                    |
| 2      | Aly Raisman | Gymnastik     | Damernas fristående             |
| 2      | Aly Raisman | Gymnastik     | Damernas individuella mångkamp  |
| 2      | Danell Leyva | Gymnastik     | Herrarnas barr                  |
| 2      | Danell Leyva | Gymnastik     | Herrarnas räck                  |
| 2      | Travis Stevens | Judo          | Herrarnas 81 kg                 |
| 2      | Kent Farrington Lucy Davis McLain Ward Elizabeth Madden                                                                         | Ridsport      | Lagtävlingen i hoppning         |
| 2      | Gevvie Stone | Rodd          | Damernas singelsculler          |
| 2      | Sam Dorman Michael Hixon | Simhopp       | Herrarnas parhoppning svikt     |
| 2      | David Boudia Steele Johnson | Simhopp       | Herrarnas parhoppning höga hopp |
| 2      | Simone Manuel | Simning       | Damernas 50 m frisim            |
| 2      | Kathleen Baker | Simning       | Damernas 100 m ryggsim          |
| 2      | Maya DiRado | Simning       | Damernas 400 m medley           |
| 2      | Simone Manuel Abbey Weitzeil Dana Vollmer Katie Ledecky Amanda Weir Lia Neal Allison Schmitt                                    | Simning       | Damernas 4 × 100 m frisim       |
| 2      | Connor Jaeger | Simning       | Herrarnas 1500 m frisim         |
| 2      | Josh Prenot | Simning       | Herrarnas 200 m bröstsim        |
| 2      | Michael Phelps | Simning       | Herrarnas 100 m fjärilsim       |
| 2      | Chase Kalisz | Simning       | Herrarnas 400 m medley          |
| 2      | Venus Williams Rajeev Ram | Tennis        | Mixeddubbel                     |
| 3      | Nico Hernández | Boxning       | Herrarnas 49 kg                 |
| 3      | J'den Cox | Brottning     | Herrarnas fristil, 86 kg        |
| 3      | Brady Ellison | Bågskytte     | Herrarnas individuella          |
| 3      | Tori Bowie | Friidrott     | Damernas 200 meter              |
| 3      | Jennifer Simpson | Friidrott     | Damernas 1 500 meter            |
| 3      | Kristi Castlin | Friidrott     | Damernas 100 meter häck         |
| 3      | Ashley Spencer | Friidrott     | Damernas 400 meter häck         |
| 3      | Emma Coburn | Friidrott     | Damernas 3 000 meter hinder     |
| 3      | LaShawn Merritt | Friidrott     | Herrarnas 400 meter             |
| 3      | Clayton Murphy | Friidrott     | Herrarnas 800 meter             |
| 3      | Galen Rupp | Friidrott     | Herrarnas maraton               |
| 3      | Sam Kendricks | Friidrott     | Herrarnas stavhopp              |
| 3      | Monica Aksamit Ibtihaj Muhammad Dagmara Wozniak Mariel Zagunis                                                                  | Fäktning      | Damernas lagtävling i sabel     |
| 3      | Miles Chamley-Watson Race Imboden Alexander Massialas Gerek Meinhardt                                                           | Fäktning      | Herrarnas lagtävling i florett  |
| 3      | Matt Kuchar | Golf          | Herrarnas turnering             |
| 3      | Simone Biles | Gymnastik     | Damernas bom                    |
| 3      | Alexander Naddour | Gymnastik     | Herrarnas bygelhäst             |
| 3      | Allison Brock Kasey Perry Steffen Peters Laura Graves                                                                           | Ridsport      | Lagtävlingen i dressyr          |
| 3      | Phillip Dutton | Ridsport      | Individuell fälttävlan          |
| 3      | Caleb Paine | Segling       | Herrarnas finnjolle             |
| 3      | David Boudia | Simhopp       | Herrarnas höga hopp             |
| 3      | Leah Smith | Simning       | Damernas 400 m frisim           |
| 3      | Katie Meili | Simning       | Damernas 100 m bröstsim         |
| 3      | Dana Vollmer | Simning       | Damernas 100 m fjärilsim        |
| 3      | Maya DiRado | Simning       | Damernas 200 m medley           |
| 3      | Nathan Adrian | Simning       | Herrarnas 50 m frisim           |
| 3      | Nathan Adrian | Simning       | Herrarnas 100 m frisim          |
| 3      | Conor Dwyer | Simning       | Herrarnas 200 m frisim          |
| 3      | Cody Miller | Simning       | Herrarnas 100 m bröstsim        |
| 3      | David Plummer | Simning       | Herrarnas 100 m ryggsim         |
| 3      | Corey Cogdell | Skytte        | Damernas trap                   |
| 3      | Kim Rhode | Skytte        | Damernas skeet                  |
| 3      | Steve Johnson Jack Sock | Tennis        | Herrdubbel                      |
| 3      | Jackie Galloway | Taekwondo     | Damernas +67 kg                 |
| 3      | Sarah Robles | Tyngdlyftning | Damernas +75 kg                 |
| 3      | Kerri Walsh Jennings April Ross                                                                                                 | Volleyboll    | Damernas beachvolleyboll        |
| 3      | USA:s damlandslag i volleyboll                                                                                                  | Volleyboll    | Damernas turnering              |
| 3      | USA:s herrlandslag i volleyboll                                                                                                 | Volleyboll    | Herrarnas turnering             |

## Badminton
| Spelare                          | Gren        | Grupp                                    | Grupp                                  | Grupp                                  | Eliminering       | Kvartsfinal       | Semifinal         | Final / BM        | Final / BM       |                  |
| Spelare                          | Gren        | Motståndare Poäng                        | Motståndare Poäng                      | Placering                              | Motståndare Poäng | Motståndare Poäng | Motståndare Poäng | Motståndare Poäng | Placering        |                  |
| -------------------------------- | ----------- | ---------------------------------------- | -------------------------------------- | -------------------------------------- | ----------------- | ----------------- | ----------------- | ----------------- | ---------------- | ---------------- |
| Howard Shu                       | Herrsingel  | Sugiarto (INA) L 14–21, 10–21            | Guerrero (CUB) L 16–21, 15–21          | i.u.                                   | 3                 | Gick inte vidare  | Gick inte vidare  | Gick inte vidare  | Gick inte vidare | Gick inte vidare |
| Phillip Chew Sattawat Pongnairat | Herrdubbel  | Fu Hf / Zhang (CHN) L 6–21, 7–21         | Goh V S / Tan W K (MAS) L 12–21, 10–21 | Fuchs / Schöttler (GER) L 14–21, 14–21 | 4                 | i.u.              | Gick inte vidare  | Gick inte vidare  | Gick inte vidare | Gick inte vidare |
| Iris Wang                        | Damsingel   | L Tan (BEL) W 21–17, 20–22, 21–14        | Santos (POR) W 18–21, 21–10, 21–12     | Li Xr (CHN) L 16–21, 12–21             | 2                 | Gick inte vidare  | Gick inte vidare  | Gick inte vidare  | Gick inte vidare | Gick inte vidare |
| Eva Lee Paula Lynn Obanana       | Damdubbel   | Jung K-e / Shin S-c (KOR) L 14–21, 12–21 | Juhl / Pedersen (DEN) L 9–21, 6–21     | Luo Y / Luo Yu (CHN) L 14–21, 15–21    | 4                 | i.u.              | Gick inte vidare  | Gick inte vidare  | Gick inte vidare | Gick inte vidare |
| Phillip Chew Jamie Subandhi      | Mixeddubbel | Ko S-h / Kim H-n (KOR) L 10–21, 12–21    | Kazuno / Kurihara (JPN) L 6–21, 12–21  | Arends / Piek (NED) L 15–21, 19–21     | 4                 | i.u.              | Gick inte vidare  | Gick inte vidare  | Gick inte vidare | Gick inte vidare |

## Bordtennis
Herrar
| Spelare                           | Gren       | Inledande omgång       | Omgång 1             | Omgång 2             | Omgång 3             | Åttondelsfinal       | Kvartsfinal          | Semifinal            | Final / BM           | Final / BM       |
| Spelare                           | Gren       | Motståndare Resultat   | Motståndare Resultat | Motståndare Resultat | Motståndare Resultat | Motståndare Resultat | Motståndare Resultat | Motståndare Resultat | Motståndare Resultat | Placering        |
| --------------------------------- | ---------- | ---------------------- | -------------------- | -------------------- | -------------------- | -------------------- | -------------------- | -------------------- | -------------------- | ---------------- |
| Feng Yijun                        | Herrsingel | Bye                    | He Zw (ESP) L 2–4    | Gick inte vidare     | Gick inte vidare     | Gick inte vidare     | Gick inte vidare     | Gick inte vidare     | Gick inte vidare     | Gick inte vidare |
| Kanak Jha                         | Herrsingel | Ni Alamian (IRI) L 1–4 | Gick inte vidare     | Gick inte vidare     | Gick inte vidare     | Gick inte vidare     | Gick inte vidare     | Gick inte vidare     | Gick inte vidare     | Gick inte vidare |
| Feng Yijun Kanak Jha Timothy Wang | Herrlag    | i.u.                   | i.u.                 | i.u.                 | i.u.                 | Sverige L 0–3        | Gick inte vidare     | Gick inte vidare     | Gick inte vidare     | Gick inte vidare |

Damer
| Spelare                            | Gren      | Inledande omgång     | Omgång 1             | Omgång 2             | Omgång 3             | Åttondelsfinal       | Kvartsfinal          | Semifinal            | Final / BM           | Final / BM       |
| Spelare                            | Gren      | Motståndare Resultat | Motståndare Resultat | Motståndare Resultat | Motståndare Resultat | Motståndare Resultat | Motståndare Resultat | Motståndare Resultat | Motståndare Resultat | Placering        |
| ---------------------------------- | --------- | -------------------- | -------------------- | -------------------- | -------------------- | -------------------- | -------------------- | -------------------- | -------------------- | ---------------- |
| Jennifer Wu                        | Damsingel | Bye                  | Ódorová (SVK) W 4–1  | Ekholm (SWE) L 2–4   | Gick inte vidare     | Gick inte vidare     | Gick inte vidare     | Gick inte vidare     | Gick inte vidare     | Gick inte vidare |
| Lily Zhang                         | Damsingel | Bye                  | Arvelo (VEN) W 4–0   | Shao Jn (POR) W 4–0  | Seo H-w (KOR) L 1–4  | Gick inte vidare     | Gick inte vidare     | Gick inte vidare     | Gick inte vidare     | Gick inte vidare |
| Jennifer Wu Lily Zhang Zheng Jiaqi | Damlag    | i.u.                 | i.u.                 | i.u.                 | i.u.                 | Tyskland L 0–3       | Gick inte vidare     | Gick inte vidare     | Gick inte vidare     | Gick inte vidare |

## Boxning
Herrar
| Boxare                | Gren            | Omgång 1                  | Omgång 2              | Kvartsfinal             | Semifinal            | Final                | Final            |
| Boxare                | Gren            | Motståndare Resultat      | Motståndare Resultat  | Motståndare Resultat    | Motståndare Resultat | Motståndare Resultat | Placering        |
| --------------------- | --------------- | ------------------------- | --------------------- | ----------------------- | -------------------- | -------------------- | ---------------- |
| Nico Hernández        | Lätt flugvikt   | Cappai (ITA) W 3–0        | Jegorov (RUS) W 3–0   | Quipo (ECU) W 3–0       | Dusmatov (UZB) L 0–3 | Gick inte vidare     | 3                |
| Antonio Vargas        | Flugvikt        | Neto (BRA) W 2–0          | Zoirov (UZB) L 0–3    | Gick inte vidare        | Gick inte vidare     | Gick inte vidare     | Gick inte vidare |
| Shakur Stevenson      | Bantamvikt      | Bye                       | de Jesus (BRA) W 3–0  | Tsendbaatar (MGL) W 3–0 | Nikitin (RUS) W WO   | Ramírez (CUB) L 1–2  | 2                |
| Carlos Balderas       | Lättvikt        | Abdrachamanov (KAZ) W 3–0 | Narimatsu (JPN) W 3–0 | Álvarez (CUB) L 0–3     | Gick inte vidare     | Gick inte vidare     | Gick inte vidare |
| Gary Antuanne Russell | Lätt weltervikt | Hitchens (HAI) W 3–0      | Masuk (THA) W 2–1     | Gaibnazarov (UZB) L 1–2 | Gick inte vidare     | Gick inte vidare     | Gick inte vidare |
| Charles Conwell       | Mellanvikt      | Yadav (IND) L 0–3         | Gick inte vidare      | Gick inte vidare        | Gick inte vidare     | Gick inte vidare     | Gick inte vidare |

Damer
| Boxare           | Gren       | Omgång 1             | Kvartsfinal           | Semifinal             | Final                | Final            |
| Boxare           | Gren       | Motståndare Resultat | Motståndare Resultat  | Motståndare Resultat  | Motståndare Resultat | Placering        |
| ---------------- | ---------- | -------------------- | --------------------- | --------------------- | -------------------- | ---------------- |
| Mikaela Mayer    | Lättvikt   | Chieng (FSM) W 3–0   | Belyakova (RUS) L 0–2 | Gick inte vidare      | Gick inte vidare     | Gick inte vidare |
| Claressa Shields | Mellanvikt | Bye                  | Yakushina (RUS) W 3–0 | Shakimova (KAZ) W 3–0 | Fontijn (NED) W 3–0  | 1                |

## Brottning
Förkortningar:
- VT – Vinst genom fall.
- PP – Beslut efter poäng – förloraren fick tekniska poäng.
- PO – Beslut efter poäng – förloraren fick inte tekniska poäng.
- ST – Teknisk överlägsenhet – förloraren utan tekniska poäng och en marginal med minst 8 (grekisk-romersk stil) eller 10 (fristil) poäng.

Herrar, grekisk-romersk stil
| Brottare      | Gren                 | Kvalomgång           | Omgång 1                 | Kvartsfinal              | Semifinal            | Återkval 1           | Återkval 2           | Final / BM           | Final / BM |
| Brottare      | Gren                 | Motståndare Resultat | Motståndare Resultat     | Motståndare Resultat     | Motståndare Resultat | Motståndare Resultat | Motståndare Resultat | Motståndare Resultat | Placering  |
| ------------- | -------------------- | -------------------- | ------------------------ | ------------------------ | -------------------- | -------------------- | -------------------- | -------------------- | ---------- |
| Jesse Thielke | Bantamvikt -59kg     | Bye                  | Messaoudi (MAR) W 4–0 ST | Bayramov (AZE) L 0–4 ST  | Gick inte vidare     | Gick inte vidare     | Gick inte vidare     | Gick inte vidare     | 9          |
| Andy Bisek    | Weltervikt -75kg     | Bye                  | Hernández (CUB) W 3–0 PO | Starčević (CRO) L 0–3 PO | Gick inte vidare     | Gick inte vidare     | Gick inte vidare     | Gick inte vidare     | 12         |
| Ben Provisor  | Mellanvikt -85kg     | Bye                  | Assakalov (UZB) L 1–3 PP | Gick inte vidare         | Gick inte vidare     | Gick inte vidare     | Gick inte vidare     | Gick inte vidare     | 12         |
| Robby Smith   | Supertungvikt -130kg | Bye                  | Shariati (AZE) L 1–3 PP  | Gick inte vidare         | Gick inte vidare     | Gick inte vidare     | Gick inte vidare     | Gick inte vidare     | 12         |

Herrar, fristil
| Brottare         | Gren                 | Kvalomgång           | Omgång 1                 | Kvartsfinal            | Semifinal               | Återkval 1           | Återkval 2                   | Final / BM                  | Final / BM |
| Brottare         | Gren                 | Motståndare Resultat | Motståndare Resultat     | Motståndare Resultat   | Motståndare Resultat    | Motståndare Resultat | Motståndare Resultat         | Motståndare Resultat        | Placering  |
| ---------------- | -------------------- | -------------------- | ------------------------ | ---------------------- | ----------------------- | -------------------- | ---------------------------- | --------------------------- | ---------- |
| Daniel Dennis    | Fjädervikt -57kg     | Bye                  | Dubov (BUL) L 0–4 ST     | Gick inte vidare       | Gick inte vidare        | Gick inte vidare     | Gick inte vidare             | Gick inte vidare            | 19         |
| Frank Molinaro   | Weltervikt -65kg     | Bye                  | Gadzhiev (POL) W 3–1 PP  | Asgarov (AZE) L 0–4 ST | Gick inte vidare        | Bye                  | Kvyatkovskyy (UKR) W 3–1 PP  | Chamizo (ITA) L 1–3 PP      | 5          |
| Jordan Burroughs | Mellanvikt -74kg     | Bye                  | Midana (GBS) W 3–1 PP    | Geduev (RUS) L 1–3 PP  | Gick inte vidare        | Bye                  | Abdurakhmonov (UZB) L 1–4 SP | Gick inte vidare            | 9          |
| J'den Cox        | Lätt tungvikt -86kg  | Bye                  | Mahamedau (BLR) W 3–1 PP | Karimi (IRI) W 3–1 PP  | Yaşar (TUR) L 1–3 PP    | Bye                  | Bye                          | Salas (CUB) W 5–0 VA        | 3          |
| Kyle Snyder      | Tungvikt -97kg       | Bye                  | Cortina (CUB) W 3–1 PP   | Saritov (ROU) W 3–0 PO | Odikadze (GEO) W 3–1 PP | Bye                  | Bye                          | Gazyumov (AZE) W 3–1 PP     | 1          |
| Tervel Dlagnev   | Supertungvikt -125kg | Bye                  | Magomedov (AZE) W 3–1 PP | Baran (POL) W 3–1 PP   | Ghasemi (IRI) L 0–4 ST  | Bye                  | Bye                          | Petriashvili (GEO) L 0–4 ST | 5          |

Damer, fristil
| Brottare         | Gren             | Kvalomgång                | Omgång 1                | Kvartsfinal                 | Semifinal                 | Återkval 1           | Återkval 2              | Final / BM               | Final / BM |
| Brottare         | Gren             | Motståndare Resultat      | Motståndare Resultat    | Motståndare Resultat        | Motståndare Resultat      | Motståndare Resultat | Motståndare Resultat    | Motståndare Resultat     | Placering  |
| ---------------- | ---------------- | ------------------------- | ----------------------- | --------------------------- | ------------------------- | -------------------- | ----------------------- | ------------------------ | ---------- |
| Haley Augello    | Flugvikt -48kg   | Bye                       | Blaszka (NED) W 3–0 PO  | Tosaka (JPN) L 1–3 PP       | Gick inte vidare          | Bye                  | Eshimova (KAZ) L 1–3 PP | Gick inte vidare         | 9          |
| Helen Maroulis   | Fjädervikt -53kg | Khalvadzhy (UKR) W 3–1 PP | Zhong Xc (CHN) W 4–0 ST | Jong M-s (PRK) W 3–1 PP     | S Mattsson (SWE) W 5–0 VT | Bye                  | Bye                     | Yoshida (JPN) W 3–1 PP   | 1          |
| Elena Pirozhkova | Mellanvikt -63kg | Bye                       | Yusein (BUL) W 3–1 PP   | Soronzonbold (MGL) W 3–1 PP | Mamashuk (BLR) L 1–3 PP   | Bye                  | Bye                     | Larionova (KAZ) L 0–5 VT | 5          |
| Adeline Gray     | Tungvikt -75kg   | Bye                       | Olaya (COL) W 5–0 VT    | Marzaliuk (BLR) L 1–3 PP    | Gick inte vidare          | Gick inte vidare     | Gick inte vidare        | Gick inte vidare         | 7          |

## Bågskytte
| Bågskytt                                 | Gren                           | Rankningsomgång | Rankningsomgång | Omgång 1               | Omgång 2             | Omgång 3            | Kvartsfinal          | Semifinal          | Final / BM               | Final / BM       |
| Bågskytt                                 | Gren                           | Poäng           | Seed            | Motståndare Poäng      | Motståndare Poäng    | Motståndare Poäng   | Motståndare Poäng    | Motståndare Poäng  | Motståndare Poäng        | Placering        |
| ---------------------------------------- | ------------------------------ | --------------- | --------------- | ---------------------- | -------------------- | ------------------- | -------------------- | ------------------ | ------------------------ | ---------------- |
| Brady Ellison                            | Herrarnas individuella tävling | 690             | 2               | El Ghrari (LBA) W 6–0  | Kaminski (USA) W 6–2 | Garrett (USA) W 6–4 | Furukawa (JPN) W 6–2 | Ku B-c (KOR) L 5–6 | van den Berg (NED) W 6–2 | 3                |
| Zach Garrett                             | Herrarnas individuella tävling | 674             | 15              | Kamaruddin (MAS) W 6–0 | Duenas (CAN) W 7–3   | Ellison (USA) L 4–6 | Gick inte vidare     | Gick inte vidare   | Gick inte vidare         | Gick inte vidare |
| Jake Kaminski                            | Herrarnas individuella tävling | 660             | 31              | D'Almeida (BRA) W 6–4  | Ellison (USA) L 2–6  | Gick inte vidare    | Gick inte vidare     | Gick inte vidare   | Gick inte vidare         | Gick inte vidare |
| Brady Ellison Zach Garrett Jake Kaminski | Herrarnas lagtävling           | 2024            | 2               | i.u.                   | i.u.                 | Bye                 | Indonesien W 6–2     | Kina W 6–0         | Sydkorea L 0–6           | 2                |
| Mackenzie Brown                          | Damernas individuella tävling  | 641             | 19              | Mandia (ITA) W 6–4     | Htwe (MYA) L 3–7     | Gick inte vidare    | Gick inte vidare     | Gick inte vidare   | Gick inte vidare         | Gick inte vidare |

## Cykling

### Landsväg
Herrar
| Idrottare        | Gren                | Tid            | Placering      |
| ---------------- | ------------------- | -------------- | -------------- |
| Brent Bookwalter | Herrarnas linjelopp | 6:13:36        | 16             |
| Brent Bookwalter | Herrarnas tempolopp | 1:17:57,61     | 23             |
| Taylor Phinney   | Herrarnas linjelopp | Did not finish | Did not finish |
| Taylor Phinney   | Herrarnas tempolopp | 1:17:25,31     | 22             |

Damer
| Idrottare         | Gren               | Tid             | Placering       |
| ----------------- | ------------------ | --------------- | --------------- |
| Mara Abbott       | Damernas linjelopp | 3:51:31         | 4               |
| Kristin Armstrong | Damernas linjelopp | Fullföljde inte | Fullföljde inte |
| Kristin Armstrong | Damernas tempolopp | 44:26,42        | 1               |
| Megan Guarnier    | Damernas linjelopp | 3:52:41         | 11              |
| Evelyn Stevens    | Damernas linjelopp | 3:52:43         | 12              |
| Evelyn Stevens    | Damernas tempolopp | 46:00,08        | 10              |

### Mountainbike
| Idrottare      | Gren                   | Tid     | Placering |
| -------------- | ---------------------- | ------- | --------- |
| Howard Grotts  | Herrarnas mountainbike | –1 varv | –1 varv   |
| Lea Davison    | Damernas mountainbike  | 1:33:27 | 7         |
| Chloe Woodruff | Damernas mountainbike  | 1:36:17 | 14        |

### Bana
Förföljelse
| Cyklist                                                 | Gren                    | Kval     | Kval      | Semifinal              | Semifinal | Final                   | Final     |
| Cyklist                                                 | Gren                    | Tid      | Placering | Motståndare Resultat   | Placering | Motståndare Resultat    | Placering |
| ------------------------------------------------------- | ----------------------- | -------- | --------- | ---------------------- | --------- | ----------------------- | --------- |
| Kelly Catlin Chloe Dygert Sarah Hammer Jennifer Valente | Damernas lagförföljelse | 4:14,286 | 2 Q       | Australien 4:12,282 VR | 1 Q       | Storbritannien 4:12,454 | 2         |

Keirin
| Cyklist           | Gren             | 1:a omgången | Återkval  | 2:a omgången     | Final            |
| Cyklist           | Gren             | Placering    | Placering | Placering        | Placering        |
| ----------------- | ---------------- | ------------ | --------- | ---------------- | ---------------- |
| Matthew Baranoski | Herrarnas keirin | 5 R          | 3         | Gick inte vidare | Gick inte vidare |

Omnium
| Cyklist      | Gren             | Scratch-lopp | Scratch-lopp | Individuell förföljelse | Individuell förföljelse | Individuell förföljelse | Utslagslopp | Utslagslopp | Tempolopp | Tempolopp | Tempolopp | Flygande varv | Flygande varv | Flygande varv | Poänglopp | Poänglopp | Totalpoäng | Placering |
| Cyklist      | Gren             | Placering    | Poäng        | Tid                     | Placering               | Poäng                   | Placering   | Poäng       | Tid       | Placering | Poäng     | Tid           | Placering     | Poäng         | Poäng     | Placering | Totalpoäng | Placering |
| ------------ | ---------------- | ------------ | ------------ | ----------------------- | ----------------------- | ----------------------- | ----------- | ----------- | --------- | --------- | --------- | ------------- | ------------- | ------------- | --------- | --------- | ---------- | --------- |
| Bobby Lea    | Herrarnas omnium | 17           | 8            | 4:23,942                | 8                       | 26                      | 11          | 20          | 1:05,339  | 14        | 14        | 13,416        | 12            | 18            | −40       | DNF       | 46         | 17        |
| Sarah Hammer | Damernas omnium  | 4            | 34           | 3:26,988                | 2                       | 38                      | 3           | 36          | 35,366    | 5         | 32        | 14,081        | 5             | 32            | 34        | 6         | 206        | 2         |

### BMX
| Cyklist        | Gren          | Seeding  | Seeding   | Kvartsfinal | Kvartsfinal | Semifinal | Semifinal | Final            | Final            |
| Cyklist        | Gren          | Resultat | Placering | Poäng       | Placering   | Poäng     | Placering | Resultat         | Placering        |
| -------------- | ------------- | -------- | --------- | ----------- | ----------- | --------- | --------- | ---------------- | ---------------- |
| Connor Fields  | Herrarnas BMX | 34,768   | 4         | 8           | 2 Q         | 6         | 2 Q       | 34,642           | 1                |
| Nicholas Long  | Herrarnas BMX | 35,088   | 9         | 9           | 3 Q         | 12        | 4 Q       | 35,522           | 4                |
| Corben Sharrah | Herrarnas BMX | 34,893   | 5         | 9           | 3 Q         | 12        | 5         | Gick inte vidare | Gick inte vidare |
| Brooke Crain   | Damernas BMX  | 35,345   | 7         | i.u.        | i.u.        | 7         | 2 Q       | 35,520           | 4                |
| Alise Post     | Damernas BMX  | 35,509   | 8         | i.u.        | i.u.        | 8         | 2 Q       | 34,435           | 2                |

## Friidrott
Förkortningar
- Notera– Placeringar avser endast det specifika heatet.
- Q = Tog sig vidare till nästa omgång
- q = Tog sig vidare till nästa omgång som den snabbaste förloraren eller, i fältgrenarna, genom placering utan att nå kvalgränsen
- NR = Nationellt rekord
- N/A = Omgången fanns inte i grenen
- Bye = Idrottaren behövde inte tävla i omgången

Herrar
Bana och väg
| Idrottare                                                                               | Gren                          | Heat     | Heat      | Kvartsfinal | Kvartsfinal | Semifinal        | Semifinal        | Final            | Final            |
| Idrottare                                                                               | Gren                          | Resultat | Placering | Resultat    | Placering   | Resultat         | Placering        | Resultat         | Placering        |
| --------------------------------------------------------------------------------------- | ----------------------------- | -------- | --------- | ----------- | ----------- | ---------------- | ---------------- | ---------------- | ---------------- |
| Marvin Bracy                                                                            | Herrarnas 100 meter           | Bye      | Bye       | 10,16       | 3 q         | 10,08            | 6                | Gick inte vidare | Gick inte vidare |
| Trayvon Bromell                                                                         | Herrarnas 100 meter           | Bye      | Bye       | 10,13       | 2 Q         | 10,01            | 3 q              | 10,06            | 8                |
| Justin Gatlin                                                                           | Herrarnas 100 meter           | Bye      | Bye       | 10,01       | 1 Q         | 9,94             | 1 Q              | 9,89             | 2                |
| Justin Gatlin                                                                           | Herrarnas 200 meter           | 20,42    | 1 Q       | i.u.        | i.u.        | 20,13            | 3                | Gick inte vidare | Gick inte vidare |
| LaShawn Merritt                                                                         | Herrarnas 200 meter           | 20,13    | 1 Q       | i.u.        | i.u.        | 19,94            | 1 Q              | 20,19            | 6                |
| Ameer Webb                                                                              | Herrarnas 200 meter           | 20,31    | 3 q       | i.u.        | i.u.        | 20,43            | 6                | Gick inte vidare | Gick inte vidare |
| LaShawn Merritt                                                                         | Herrarnas 400 meter           | 45,28    | 1 Q       | i.u.        | i.u.        | 44,21            | 2 Q              | 43,85            | 3                |
| Gil Roberts                                                                             | Herrarnas 400 meter           | 45,27    | 2 Q       | i.u.        | i.u.        | 44,65            | 4                | Gick inte vidare | Gick inte vidare |
| David Verburg                                                                           | Herrarnas 400 meter           | 45,48    | 4 q       | i.u.        | i.u.        | 45,61            | 5                | Gick inte vidare | Gick inte vidare |
| Boris Berian                                                                            | Herrarnas 800 meter           | 1:45,87  | 3 Q       | i.u.        | i.u.        | 1:44,56          | 2 Q              | 1:46,15          | 8                |
| Charles Jock                                                                            | Herrarnas 800 meter           | 1:47,06  | 6         | i.u.        | i.u.        | Gick inte vidare | Gick inte vidare | Gick inte vidare | Gick inte vidare |
| Clayton Murphy                                                                          | Herrarnas 800 meter           | 1:46,18  | 4 q       | i.u.        | i.u.        | 1:44,30          | 2 Q              | 1:42,93          | 3                |
| Robby Andrews                                                                           | Herrarnas 1 500 meter         | 3:46,97  | 3 Q       | i.u.        | i.u.        | DSQ              | DSQ              | Gick inte vidare | Gick inte vidare |
| Ben Blankenship                                                                         | Herrarnas 1 500 meter         | 3:38,92  | 9 q       | i.u.        | i.u.        | 3:39,99          | 4 Q              | 3:51,09          | 8                |
| Matthew Centrowitz, Jr.                                                                 | Herrarnas 1 500 meter         | 3:39,31  | 5 Q       | i.u.        | i.u.        | 3:39,61          | 3 Q              | 3:50,00          | 1                |
| Paul Chelimo                                                                            | Herrarnas 5 000 meter         | 13:19,54 | 1 Q       | i.u.        | i.u.        | i.u.             | i.u.             | 13:03,90         | 2                |
| Bernard Lagat                                                                           | Herrarnas 5 000 meter         | 13:26,02 | 5 Q       | i.u.        | i.u.        | i.u.             | i.u.             | 13:06,78         | 5                |
| Hassan Mead                                                                             | Herrarnas 5 000 meter         | 13:34,27 | 13        | i.u.        | i.u.        | i.u.             | i.u.             | 13:09,81         | 11               |
| Shadrack Kipchirchir                                                                    | Herrarnas 10 000 meter        | i.u.     | i.u.      | i.u.        | i.u.        | i.u.             | i.u.             | 27:58,32         | 19               |
| Leonard Korir                                                                           | Herrarnas 10 000 meter        | i.u.     | i.u.      | i.u.        | i.u.        | i.u.             | i.u.             | 27:35,65         | 14               |
| Galen Rupp                                                                              | Herrarnas 10 000 meter        | i.u.     | i.u.      | i.u.        | i.u.        | i.u.             | i.u.             | 27:08,92         | 5                |
| Devon Allen                                                                             | Herrarnas 110 meter häck      | 13,41    | 2 Q       | i.u.        | i.u.        | 13,36            | 3 q              | 13,31            | 5                |
| Ronnie Ash                                                                              | Herrarnas 110 meter häck      | 13,31    | 1 Q       | i.u.        | i.u.        | 13,36            | 2 Q              | 13,45            | 8                |
| Jeffrey Porter                                                                          | Herrarnas 110 meter häck      | 13,50    | 2 Q       | i.u.        | i.u.        | 13,45            | 3                | Gick inte vidare | Gick inte vidare |
| Kerron Clement                                                                          | Herrarnas 400 meter häck      | 49,17    | 3 Q       | i.u.        | i.u.        | 48,26            | 1 Q              | 47,73            | 1                |
| Byron Robinson                                                                          | Herrarnas 400 meter häck      | 48,98    | 3 Q       | i.u.        | i.u.        | 48,65            | 3                | Gick inte vidare | Gick inte vidare |
| Michael Tinsley                                                                         | Herrarnas 400 meter häck      | 50,18    | 6         | i.u.        | i.u.        | Gick inte vidare | Gick inte vidare | Gick inte vidare | Gick inte vidare |
| Hillary Bor                                                                             | Herrarnas 3 000 meter hinder  | 8:25,01  | 1 Q       | i.u.        | i.u.        | i.u.             | i.u.             | 8:22,74          | 9                |
| Donald Cabral                                                                           | Herrarnas 3 000 meter hinder  | 8:21,96  | 3 Q       | i.u.        | i.u.        | i.u.             | i.u.             | 8:25,81          | 10               |
| Evan Jager                                                                              | Herrarnas 3 000 meter hinder  | 8:25,86  | 1 Q       | i.u.        | i.u.        | i.u.             | i.u.             | 8:04,28          | 2                |
| Trayvon Bromell Christian Coleman* Justin Gatlin Tyson Gay Jarrion Lawson* Mike Rodgers | Herrarnas 4x100 meter stafett | 37,65    | 1 Q       | i.u.        | i.u.        | i.u.             | i.u.             | DSQ              | DSQ              |
| Kyle Clemons* Arman Hall Tony McQuay LaShawn Merritt Gil Roberts David Verburg*         | Herrarnas 4x400 meter stafett | 2:58,38  | 2 Q       | i.u.        | i.u.        | i.u.             | i.u.             | 2:57,30          | 1                |
| Meb Keflezighi                                                                          | Herrarnas maraton             | i.u.     | i.u.      | i.u.        | i.u.        | i.u.             | i.u.             | 2:16:46          | 33               |
| Galen Rupp                                                                              | Herrarnas maraton             | i.u.     | i.u.      | i.u.        | i.u.        | i.u.             | i.u.             | 2:10:05          | 3                |
| Jared Ward                                                                              | Herrarnas maraton             | i.u.     | i.u.      | i.u.        | i.u.        | i.u.             | i.u.             | 2:11:30          | 6                |
| John Nunn                                                                               | Herrarnas 50 km gång          | i.u.     | i.u.      | i.u.        | i.u.        | i.u.             | i.u.             | 4:16:12          | 43               |

Fältgrenar
| Idrottare        | Gren                     | Kval    | Kval      | Final            | Final            |
| Idrottare        | Gren                     | Distans | Placering | Distans          | Placering        |
| ---------------- | ------------------------ | ------- | --------- | ---------------- | ---------------- |
| Mike Hartfield   | Herrarnas längdhopp      | 7,66    | 25        | Gick inte vidare | Gick inte vidare |
| Jeff Henderson   | Herrarnas längdhopp      | 8,20    | 2 Q       | 8,38             | 1                |
| Jarrion Lawson   | Herrarnas längdhopp      | 7,99    | 7 q       | 8,25             | 4                |
| Chris Benard     | Herrarnas tresteg        | 16,55   | 16        | Gick inte vidare | Gick inte vidare |
| Will Claye       | Herrarnas tresteg        | 17,05   | 3 Q       | 17,76            | 2                |
| Christian Taylor | Herrarnas tresteg        | 17,24   | 1 Q       | 17,86            | 1                |
| Bradley Adkins   | Herrarnas höjdhopp       | 2,26    | 21        | Gick inte vidare | Gick inte vidare |
| Erik Kynard      | Herrarnas höjdhopp       | 2,29    | =5 q      | 2,36             | 6                |
| Ricky Robertson  | Herrarnas höjdhopp       | 2,26    | 17        | Gick inte vidare | Gick inte vidare |
| Logan Cunningham | Herrarnas stavhopp       | 5,30    | =28       | Gick inte vidare | Gick inte vidare |
| Sam Kendricks    | Herrarnas stavhopp       | 5,70    | 1 q       | 5,85             | 3                |
| Cale Simmons     | Herrarnas stavhopp       | 5,30    | =28       | Gick inte vidare | Gick inte vidare |
| Ryan Crouser     | Herrarnas kulstötning    | 21,59   | 1 Q       | 22,52 OR         | 1                |
| Darrell Hill     | Herrarnas kulstötning    | 19,56   | 23        | Gick inte vidare | Gick inte vidare |
| Joe Kovacs       | Herrarnas kulstötning    | 20,73   | 5 Q       | 21,78            | 2                |
| Tavis Bailey     | Herrarnas diskuskastning | 59,81   | 26        | Gick inte vidare | Gick inte vidare |
| Andrew Evans     | Herrarnas diskuskastning | 61,87   | 16        | Gick inte vidare | Gick inte vidare |
| Mason Finley     | Herrarnas diskuskastning | 63,68   | 6 q       | 62,05            | 11               |
| Sam Crouser      | Herrarnas spjutkastning  | 73,78   | 34        | Gick inte vidare | Gick inte vidare |
| Sean Furey       | Herrarnas spjutkastning  | 72,61   | 35        | Gick inte vidare | Gick inte vidare |
| Cyrus Hostetler  | Herrarnas spjutkastning  | 79,76   | 20        | Gick inte vidare | Gick inte vidare |
| Kibwe Johnson    | Herrarnas släggkastning  | NM      | —         | Gick inte vidare | Gick inte vidare |
| Conor McCullough | Herrarnas släggkastning  | 72,88   | 16        | Gick inte vidare | Gick inte vidare |
| Rudy Winkler     | Herrarnas släggkastning  | 71,89   | 18        | Gick inte vidare | Gick inte vidare |

Kombinerade grenar – Herrarnas tiokamp
| Friidrottare | Gren     | 100 m | LH   | KS    | HH   | 400 m | 110H  | DK    | SH   | SK    | 1500 m  | Final   | Placering |
| ------------ | -------- | ----- | ---- | ----- | ---- | ----- | ----- | ----- | ---- | ----- | ------- | ------- | --------- |
| Ashton Eaton | Resultat | 10,46 | 7,94 | 14,73 | 2,01 | 46,07 | 13,80 | 45,49 | 5,20 | 59,77 | 4:23,33 | 8893 OR | 1         |
| Ashton Eaton | Poäng    | 985   | 1045 | 773   | 813  | 1005  | 1000  | 777   | 972  | 734   | 789     | 8893 OR | 1         |
| Jeremy Taiwo | Resultat | 11,01 | 7,45 | 14,92 | 2,19 | 48,78 | 14,57 | 39,91 | 5,00 | 51,29 | 4:21,96 | 8300    | 11        |
| Jeremy Taiwo | Poäng    | 858   | 922  | 785   | 982  | 872   | 902   | 663   | 910  | 608   | 798     | 8300    | 11        |
| Zach Ziemek  | Resultat | 10,71 | 7,49 | 13,44 | 2,10 | 49,83 | 14,77 | 49,42 | 5,20 | 60,92 | 4:42,97 | 8392    | 7         |
| Zach Ziemek  | Poäng    | 926   | 932  | 694   | 896  | 822   | 878   | 858   | 972  | 752   | 662     | 8392    | 7         |

Damer
Bana och väg
| Idrottare                                                                                             | Gren                         | Heat     | Heat      | Kvartsfinal | Kvartsfinal | Semifinal        | Semifinal        | Final            | Final            |
| Idrottare                                                                                             | Gren                         | Resultat | Placering | Resultat    | Placering   | Resultat         | Placering        | Resultat         | Placering        |
| --- | ---------------------------- | -------- | --------- | ----------- | ----------- | ---------------- | ---------------- | ---------------- | ---------------- |
| Tianna Bartoletta                                                                                     | Damernas 100 meter           | Bye      | Bye       | 11,23       | 1 Q         | 11,00            | 4                | Gick inte vidare | Gick inte vidare |
| Tori Bowie                                                                                            | Damernas 100 meter           | Bye      | Bye       | 11,13       | 1 Q         | 10,90            | =1 Q             | 10,83            | 2                |
| English Gardner                                                                                       | Damernas 100 meter           | Bye      | Bye       | 11,09       | 1 Q         | 10,90            | 2 Q              | 10,94            | 6                |
| Tori Bowie                                                                                            | Damernas 200 meter           | 22,47    | 1 Q       | i.u.        | i.u.        | 22,13            | 1 Q              | 22,15            | 3                |
| Jenna Prandini                                                                                        | Damernas 200 meter           | 22,62    | 1 Q       | i.u.        | i.u.        | 22,55            | 4                | Gick inte vidare | Gick inte vidare |
| Deajah Stevens                                                                                        | Damernas 200 meter           | 22,45    | 1 Q       | i.u.        | i.u.        | 22,38            | 3 q              | 22,65            | 7                |
| Allyson Felix                                                                                         | Damernas 400 meter           | 51,24    | 1 Q       | i.u.        | i.u.        | 49,67            | 1 Q              | 49,51            | 2                |
| Phyllis Francis                                                                                       | Damernas 400 meter           | 50,58    | 1 Q       | i.u.        | i.u.        | 50,31            | 1 Q              | 50,41            | 5                |
| Natasha Hastings                                                                                      | Damernas 400 meter           | 51,31    | 1 Q       | i.u.        | i.u.        | 49,90            | 2 Q              | 50,34            | 4                |
| Kate Grace                                                                                            | Damernas 800 meter           | 1:59,96  | 3 q       | i.u.        | i.u.        | 1:58,79          | 3 q              | 1:59,57          | 8                |
| Chrishuna Williams                                                                                    | Damernas 800 meter           | 2:01,19  | 6         | i.u.        | i.u.        | Gick inte vidare | Gick inte vidare | Gick inte vidare | Gick inte vidare |
| Ajee' Wilson                                                                                          | Damernas 800 meter           | 1:59,44  | 2 Q       | i.u.        | i.u.        | 1:59,75          | 3                | Gick inte vidare | Gick inte vidare |
| Brenda Martinez                                                                                       | Damernas 1 500 meter         | 4:11,74  | 3 Q       | i.u.        | i.u.        | 4:10,41          | 12               | Gick inte vidare | Gick inte vidare |
| Shannon Rowbury                                                                                       | Damernas 1 500 meter         | 4:06,47  | 2 Q       | i.u.        | i.u.        | 4:04,46          | 3 Q              | 4:11,05          | 4                |
| Jennifer Simpson                                                                                      | Damernas 1 500 meter         | 4:06,99  | 4 Q       | i.u.        | i.u.        | 4:05,07          | 4 Q              | 4:10,53          | 3                |
| Kim Conley                                                                                            | Damernas 5 000 meter         | 15:36,00 | 12        | i.u.        | i.u.        | i.u.             | i.u.             | Gick inte vidare | Gick inte vidare |
| Abbey D’Agostino                                                                                      | Damernas 5 000 meter         | 17:10,02 | 16 q      | i.u.        | i.u.        | i.u.             | i.u.             | DNS              | DNS              |
| Shelby Houlihan                                                                                       | Damernas 5 000 meter         | 15:19,76 | 4 Q       | i.u.        | i.u.        | i.u.             | i.u.             | 15:08,89         | 11               |
| Marielle Hall                                                                                         | Damernas 10 000 meter        | i.u.     | i.u.      | i.u.        | i.u.        | i.u.             | i.u.             | 32:39,32         | 33               |
| Molly Huddle                                                                                          | Damernas 10 000 meter        | i.u.     | i.u.      | i.u.        | i.u.        | i.u.             | i.u.             | 30:13,17 NA      | 6                |
| Emily Infeld                                                                                          | Damernas 10 000 meter        | i.u.     | i.u.      | i.u.        | i.u.        | i.u.             | i.u.             | 31:26,94         | 11               |
| Nia Ali                                                                                               | Damernas 100 meter häck      | 12,76    | 1 Q       | i.u.        | i.u.        | 12,65            | 1 Q              | 12,59            | 2                |
| Kristi Castlin                                                                                        | Damernas 100 meter häck      | 12,68    | 1 Q       | i.u.        | i.u.        | 12,63            | 1 Q              | 12,61            | 3                |
| Brianna Rollins                                                                                       | Damernas 100 meter häck      | 12,54    | 1 Q       | i.u.        | i.u.        | 12,47            | 1 Q              | 12,48            | 1                |
| Sydney McLaughlin                                                                                     | Damernas 400 meter häck      | 56,32    | 5 q       | i.u.        | i.u.        | 56,22            | 5                | Gick inte vidare | Gick inte vidare |
| Dalilah Muhammad                                                                                      | Damernas 400 meter häck      | 55,33    | 1 Q       | i.u.        | i.u.        | 53,89            | 1 Q              | 53,13            | 1                |
| Ashley Spencer                                                                                        | Damernas 400 meter häck      | 55,12    | 1 Q       | i.u.        | i.u.        | 54,87            | 1 Q              | 53,72            | 3                |
| Emma Coburn                                                                                           | Damernas 3 000 meter hinder  | 9:18,12  | 2 Q       | i.u.        | i.u.        | i.u.             | i.u.             | 9:07,63 NA       | 3                |
| Courtney Frerichs                                                                                     | Damernas 3 000 meter hinder  | 9:27,02  | 3 Q       | i.u.        | i.u.        | i.u.             | i.u.             | 9:22,87          | 11               |
| Colleen Quigley                                                                                       | Damernas 3 000 meter hinder  | 9:21,82  | 4 q       | i.u.        | i.u.        | i.u.             | i.u.             | 9:21,10          | 8                |
| Morolake Akinosun* Tianna Bartoletta Tori Bowie Allyson Felix English Gardner                         | Damernas 4x100 meter stafett | 41,77    | 1 q#      | i.u.        | i.u.        | i.u.             | i.u.             | 41,01            | 1                |
| Taylor Ellis-Watson* Allyson Felix Phyllis Francis Natasha Hastings Francena McCorory* Courtney Okolo | Damernas 4x400 meter stafett | 3:21,42  | 1 Q       | i.u.        | i.u.        | i.u.             | i.u.             | 3:19,06          | 1                |
| Amy Cragg                                                                                             | Damernas maraton             | i.u.     | i.u.      | i.u.        | i.u.        | i.u.             | i.u.             | 2:28:25          | 9                |
| Shalane Flanagan                                                                                      | Damernas maraton             | i.u.     | i.u.      | i.u.        | i.u.        | i.u.             | i.u.             | 2:25:26          | 6                |
| Desiree Linden                                                                                        | Damernas maraton             | i.u.     | i.u.      | i.u.        | i.u.        | i.u.             | i.u.             | 2:26:08          | 7                |
| Miranda Melville                                                                                      | Damernas 20 km gång          | i.u.     | i.u.      | i.u.        | i.u.        | i.u.             | i.u.             | 1:35:48          | 34               |
| Maria Michta-Coffey                                                                                   | Damernas 20 km gång          | i.u.     | i.u.      | i.u.        | i.u.        | i.u.             | i.u.             | 1:33:36          | 22               |

Fältgrenar
| Idrottare         | Gren                    | Kval    | Kval      | Final            | Final            |
| Idrottare         | Gren                    | Distans | Placering | Distans          | Placering        |
| ----------------- | ----------------------- | ------- | --------- | ---------------- | ---------------- |
| Tianna Bartoletta | Damernas längdhopp      | 6,70    | 5 q       | 7,17             | 1                |
| Janay DeLoach     | Damernas längdhopp      | 6,50    | 13        | Gick inte vidare | Gick inte vidare |
| Brittney Reese    | Damernas längdhopp      | 6,78    | 3 Q       | 7,15             | 2                |
| Christina Epps    | Damernas tresteg        | 14,01   | 15        | Gick inte vidare | Gick inte vidare |
| Andrea Geubelle   | Damernas tresteg        | 13,93   | 21        | Gick inte vidare | Gick inte vidare |
| Keturah Orji      | Damernas tresteg        | 14,08   | 12 q      | 14,71 NR         | 4                |
| Vashti Cunningham | Damernas höjdhopp       | 1,94    | 14 Q      | 1,88             | 13               |
| Chaunté Lowe      | Damernas höjdhopp       | 1,94    | =1 Q      | 1,97             | 4                |
| Inika McPherson   | Damernas höjdhopp       | 1,94    | =1 Q      | 1,93             | 10               |
| Sandi Morris      | Damernas stavhopp       | 4,55    | =8 q      | 4,85             | 2                |
| Jennifer Suhr     | Damernas stavhopp       | 4,60    | =2 Q      | 4,60             | =7               |
| Alexis Weeks      | Damernas stavhopp       | 4,45    | =19       | Gick inte vidare | Gick inte vidare |
| Michelle Carter   | Damernas kulstötning    | 19,01   | 3 Q       | 20,63            | 1                |
| Felisha Johnson   | Damernas kulstötning    | 17,69   | 14        | Gick inte vidare | Gick inte vidare |
| Raven Saunders    | Damernas kulstötning    | 18,83   | 4 Q       | 19,35            | 5                |
| Whitney Ashley    | Damernas diskuskastning | NM      | —         | Gick inte vidare | Gick inte vidare |
| Kelsey Card       | Damernas diskuskastning | 56,41   | 25        | Gick inte vidare | Gick inte vidare |
| Shelbi Vaughan    | Damernas diskuskastning | 53,33   | 29        | Gick inte vidare | Gick inte vidare |
| Brittany Borman   | Damernas spjutkastning  | 56,04   | 27        | Gick inte vidare | Gick inte vidare |
| Maggie Malone     | Damernas spjutkastning  | 56,47   | 25        | Gick inte vidare | Gick inte vidare |
| Kara Winger       | Damernas spjutkastning  | 61,02   | 13        | Gick inte vidare | Gick inte vidare |
| Gwen Berry        | Damernas släggkastning  | 69,90   | 14        | Gick inte vidare | Gick inte vidare |
| Amber Campbell    | Damernas släggkastning  | 71,09   | 8 q       | 72,74            | 6                |
| DeAnna Price      | Damernas släggkastning  | 70,79   | 9 q       | 70,95            | 8                |

Kombinerade grenar – Damernas sjukamp
| Idrottare           | Gren     | 100H  | HH   | KS    | 200 m | LH   | SK    | 800 m   | Final | Placering |
| ------------------- | -------- | ----- | ---- | ----- | ----- | ---- | ----- | ------- | ----- | --------- |
| Heather Miller-Koch | Resultat | 13,56 | 1,80 | 12,91 | 24,97 | 6,16 | 40,25 | 2:06,82 | 6213  | 18        |
| Heather Miller-Koch | Poäng    | 1041  | 978  | 721   | 890   | 899  | 672   | 1012    | 6213  | 18        |
| Barbara Nwaba       | Resultat | 13,81 | 1,83 | 14,81 | 24,77 | 5,81 | 46,85 | 2:11,61 | 6309  | 12        |
| Barbara Nwaba       | Poäng    | 1005  | 1016 | 848   | 908   | 792  | 799   | 941     | 6309  | 12        |
| Kendell Williams    | Resultat | 13,04 | 1,83 | 11,21 | 24,09 | 6,31 | 40,93 | 2:16,24 | 6211  | 17        |
| Kendell Williams    | Poäng    | 1118  | 1016 | 609   | 972   | 946  | 685   | 875     | 6211  | 17        |

## Fäktning
Herrar
| Idrottare                                                             | Gren                           | Omgång 2          | Omgång 2                   | Kvartsfinal               | Semifinal           | Final / BM            | Final / BM            | Final / BM       |
| Idrottare                                                             | Gren                           | Motståndare Poäng | Motståndare Poäng          | Motståndare Poäng         | Motståndare Poäng   | Motståndare Poäng     | Placering             | Placering        |
| --------------------------------------------------------------------- | ------------------------------ | ----------------- | -------------------------- | ------------------------- | ------------------- | --------------------- | --------------------- | ---------------- |
| Jason Pryor                                                           | Herrarnas värja                | Bye               | Steffen (SUI) L 14–15      | Gick inte vidare          | Gick inte vidare    | Gick inte vidare      | Gick inte vidare      | Gick inte vidare |
| Miles Chamley-Watson                                                  | Herrarnas florett              | Bye               | Achmatchuzin (RUS) L 13–15 | Gick inte vidare          | Gick inte vidare    | Gick inte vidare      | Gick inte vidare      | Gick inte vidare |
| Alexander Massialas                                                   | Herrarnas florett              | Bye               | Essam (EGY) W 15–7         | Achmatchuzin (RUS) W 15–9 | Avola (ITA) W 15–14 | Kruse (GBR) W 15–9    | Garozzo (ITA) L 11–15 | 2                |
| Gerek Meinhardt                                                       | Herrarnas florett              | Bye               | van Haaster (CAN) W 15–4   | Le Péchoux (FRA) W 15–14  | Kruse (GBR) L 13–15 | Gick inte vidare      | Gick inte vidare      | Gick inte vidare |
| Miles Chamley-Watson Race Imboden Alexander Massialas Gerek Meinhardt | Herrarnas lagtävling i florett | i.u.              | i.u.                       | i.u.                      | Egypten W 45–37     | Ryssland L 41–45      | Italien W 45–31       | 3                |
| Eli Dershwitz                                                         | Herrarnas sabel                | i.u.              | van Holsbeke (BEL) L 12–15 | Gick inte vidare          | Gick inte vidare    | Gick inte vidare      | Gick inte vidare      | Gick inte vidare |
| Daryl Homer                                                           | Herrarnas sabel                | i.u.              | Mokretsov (KAZ) W 15–11    | Hartung (GER) W 15–12     | Szabo (GER) W 15–12 | Abedini (IRI) W 15–14 | Szilágyi (HUN) L 8–15 | 2                |

Damer
| Idrottare                                                      | Gren                        | Omgång 2          | Omgång 2                  | Kvartsfinal             | Semifinal         | Final / BM                               | Final / BM                          | Final / BM       |
| Idrottare                                                      | Gren                        | Motståndare Poäng | Motståndare Poäng         | Motståndare Poäng       | Motståndare Poäng | Motståndare Poäng                        | Placering                           | Placering        |
| -------------------------------------------------------------- | --------------------------- | ----------------- | ------------------------- | ----------------------- | ----------------- | ---------------------------------------- | ----------------------------------- | ---------------- |
| Katharine Holmes                                               | Damernas värja              | Bye               | Kirpu (EST) L 4–5         | Gick inte vidare        | Gick inte vidare  | Gick inte vidare                         | Gick inte vidare                    | Gick inte vidare |
| Courtney Hurley                                                | Damernas värja              | Bye               | Sjemjakina (UKR) L 13–14  | Gick inte vidare        | Gick inte vidare  | Gick inte vidare                         | Gick inte vidare                    | Gick inte vidare |
| Kelley Hurley                                                  | Damernas värja              | Bye               | Moellhausen (BRA) L 12–15 | Gick inte vidare        | Gick inte vidare  | Gick inte vidare                         | Gick inte vidare                    | Gick inte vidare |
| Katharine Holmes Courtney Hurley Kelley Hurley                 | Damernas lagtävling i värja | i.u.              | i.u.                      | Bye                     | Rumänien L 23–24  | Semifinal om plats 5-8 Frankrike W 32–28 | match om 5:e plats Sydkorea W 22–18 | 5                |
| Lee Kiefer                                                     | Damernas florett            | Bye               | Shaito (LIB) W 15–3       | Liu Ys (CHN) L 9–15     | Gick inte vidare  | Gick inte vidare                         | Gick inte vidare                    | Gick inte vidare |
| Nzingha Prescod                                                | Damernas florett            | Bye               | Michel (MEX) W 15–9       | Guyart (FRA) L 11–14    | Gick inte vidare  | Gick inte vidare                         | Gick inte vidare                    | Gick inte vidare |
| Ibtihaj Muhammad                                               | Damernas sabel              | Bye               | Kravatska (UKR) W 15–13   | Berder (FRA) L 12–15    | Gick inte vidare  | Gick inte vidare                         | Gick inte vidare                    | Gick inte vidare |
| Dagmara Wozniak                                                | Damernas sabel              | Bye               | Vougiouka (GRE) L 8–15    | Gick inte vidare        | Gick inte vidare  | Gick inte vidare                         | Gick inte vidare                    | Gick inte vidare |
| Mariel Zagunis                                                 | Damernas sabel              | Bye               | Grench (PAN) W 15–4       | Djatjenko (RUS) L 12–15 | Gick inte vidare  | Gick inte vidare                         | Gick inte vidare                    | Gick inte vidare |
| Monica Aksamit Ibtihaj Muhammad Dagmara Wozniak Mariel Zagunis | Damernas lagtävling i sabel | i.u.              | i.u.                      | i.u.                    | Polen W 45–43     | Ryssland L 42–45                         | Italien W 45–30                     | 3                |

## Golf
| Spelare       | Gren              | Runda 1 | Runda 2 | Runda 3 | Runda 4 | Totalt | Totalt | Totalt    |
| Spelare       | Gren              | Poäng   | Poäng   | Poäng   | Poäng   | Poäng  | Par    | Placering |
| ------------- | ----------------- | ------- | ------- | ------- | ------- | ------ | ------ | --------- |
| Rickie Fowler | Herrarnas tävling | 75      | 71      | 64      | 74      | 284    | E      | =37       |
| Matt Kuchar   | Herrarnas tävling | 69      | 70      | 69      | 63      | 271    | −13    | 3         |
| Patrick Reed  | Herrarnas tävling | 72      | 69      | 73      | 64      | 278    | −6     | =11       |
| Bubba Watson  | Herrarnas tävling | 73      | 67      | 67      | 70      | 277    | −7     | =8        |
| Stacy Lewis   | Damernas tävling  | 70      | 63      | 76      | 66      | 275    | −9     | =4        |
| Gerina Piller | Damernas tävling  | 69      | 67      | 68      | 74      | 278    | −6     | =11       |
| Lexi Thompson | Damernas tävling  | 68      | 71      | 76      | 66      | 281    | −3     | =19       |

## Gymnastik

### Artistisk
Herrar
| Gymnast      | Gren        | Kval     | Kval     | Kval    | Kval    | Kval     | Kval     | Kval    | Kval      | Final   | Final   | Final   | Final   | Final   | Final   | Final   | Final     |
| Gymnast      | Gren        | Redskap  | Redskap  | Redskap | Redskap | Redskap  | Redskap  | Totalt  | Placering | Redskap | Redskap | Redskap | Redskap | Redskap | Redskap | Totalt  | Placerint |
| Gymnast      | Gren        | F        | PH       | R       | V       | PB       | HB       | Totalt  | Placering | F       | PH      | R       | V       | PB      | HB      | Totalt  | Placerint |
| ------------ | ----------- | -------- | -------- | ------- | ------- | -------- | -------- | ------- | --------- | ------- | ------- | ------- | ------- | ------- | ------- | ------- | --------- |
| Chris Brooks | Lagmångkamp | 14,533   | 12,766   | 14,566  | 14,400  | 15,300   | 14,766   | 86,331  | 19 Q      | i.u.    | i.u.    | 14,666  | i.u.    | 15,100  | 15,108  | i.u.    | i.u.      |
| Jake Dalton  | Lagmångkamp | 15,600 Q | i.u.     | 14,900  | 15,133  | 15,166   | 14,333   | i.u.    | i.u.      | 15,325  | i.u.    | 14,833  | 15,466  | i.u.    | i.u.    | i.u.    | i.u.      |
| Danell Leyva | Lagmångkamp | i.u.     | 14,533   | i.u.    | i.u.    | 15,600 Q | 15,333 Q | i.u.    | i.u.      | i.u.    | 14,333  | i.u.    | i.u.    | 15,533  | 14,333  | i.u.    | i.u.      |
| Sam Mikulak  | Lagmångkamp | 15,800 Q | 13,100   | 14,533  | 15,100  | 15,375   | 15,133 Q | 89,041  | 7 Q       | 14,866  | 14,733  | i.u.    | 15,366  | 15,700  | 15,000  | i.u.    | i.u.      |
| Alex Naddour | Lagmångkamp | 14,700   | 15,366 Q | 15,000  | 15,100  | i.u.     | i.u.     | i.u.    | i.u.      | 13,566  | 14,633  | 14,966  | 15,033  | i.u.    | i.u.    | i.u.    | i.u.      |
| Total        | Lagmångkamp | 46,100   | 42,999   | 44,466  | 45,333  | 46,275   | 45,232   | 270,405 | 2 Q       | 43,757  | 43,699  | 44,465  | 45,865  | 46,333  | 44,441  | 268,560 | 5         |

Individuella finaler
Individual finals
| Athlete      | Event                | Apparatus | Apparatus | Apparatus | Apparatus | Apparatus | Apparatus | Total  | Rank |
| Athlete      | Event                | F         | PH        | R         | V         | PB        | HB        | Total  | Rank |
| ------------ | -------------------- | --------- | --------- | --------- | --------- | --------- | --------- | ------ | ---- |
| Chris Brooks | Individuell mångkamp | 14,600    | 13,200    | 14,633    | 14,933    | 15,066    | 15,200    | 87,632 | 14   |
| Jake Dalton  | Fristående           | 15,133    | i.u.      | i.u.      | i.u.      | i.u.      | i.u.      | 15,133 | 6    |
| Danell Leyva | Barr                 | i.u.      | i.u.      | i.u.      | i.u.      | 15,900    | i.u.      | 15,900 | 2    |
| Danell Leyva | Räck                 | i.u.      | i.u.      | i.u.      | i.u.      | i.u.      | 15,500    | 15,500 | 2    |
| Sam Mikulak  | Individuell mångkamp | 15,200    | 14,600    | 14,366    | 14,566    | 15,766    | 15,133    | 89,631 | 7    |
| Sam Mikulak  | Fristående           | 14,133    | i.u.      | i.u.      | i.u.      | i.u.      | i.u.      | 14,133 | 8    |
| Sam Mikulak  | Räck                 | i.u.      | i.u.      | i.u.      | i.u.      | i.u.      | 15,400    | 15,400 | 4    |
| Alex Naddour | Bygelhäst            | i.u.      | 15,700    | i.u.      | i.u.      | i.u.      | i.u.      | 15,700 | 3    |

Damer
| Gymnast          | Gren        | Kval     | Kval     | Kval     | Kval     | Kval    | Kval      | Final   | Final   | Final   | Final   | Final   | Final     |
| Gymnast          | Gren        | Redskap  | Redskap  | Redskap  | Redskap  | Totalt  | Placering | Redskap | Redskap | Redskap | Redskap | Totalt  | Placering |
| Gymnast          | Gren        | V        | UB       | BB       | F        | Totalt  | Placering | V       | UB      | BB      | F       | Totalt  | Placering |
| ---------------- | ----------- | -------- | -------- | -------- | -------- | ------- | --------- | ------- | ------- | ------- | ------- | ------- | --------- |
| Simone Biles     | Lagmångkamp | 16,050 Q | 15,000   | 15,633 Q | 15,733 Q | 62,266  | 1 Q       | 15,933  | 14,800  | 15,300  | 15,800  | i.u.    | i.u.      |
| Gabby Douglas    | Lagmångkamp | 15,166   | 15,766 Q | 14,833   | 14,366   | 60,131  | 3         | i.u.    | 15,766  | i.u.    | i.u.    | i.u.    | i.u.      |
| Laurie Hernandez | Lagmångkamp | 15,200   | i.u.     | 15,366 Q | 14,800   | i.u.    | i.u.      | 15,100  | i.u.    | 15,233  | 14,833  | i.u.    | i.u.      |
| Madison Kocian   | Lagmångkamp | i.u.     | 15,866 Q | i.u.     | i.u.     | i.u.    | i.u.      | i.u.    | 15,933  | i.u.    | i.u.    | i.u.    | i.u.      |
| Aly Raisman      | Lagmångkamp | 15,766   | 14,733   | 14,833   | 15,275 Q | 60,607  | 2 Q       | 15,833  | i.u.    | 15,000  | 15,366  | i.u.    | i.u.      |
| Total            | Lagmångkamp | 46,966   | 46,632   | 45,832   | 45,808   | 185,238 | 1 Q       | 46,866  | 46,499  | 45,533  | 45,999  | 184,897 | 1         |

Individuella finaler
| Gymnast          | Gren                 | Redskap | Redskap | Redskap | Redskap | Totalt | Placering |
| Gymnast          | Gren                 | V       | UB      | BB      | F       | Totalt | Placering |
| ---------------- | -------------------- | ------- | ------- | ------- | ------- | ------ | --------- |
| Simone Biles     | Individuell mångkamp | 15,866  | 14,966  | 15,433  | 15,933  | 62,198 | 1         |
| Simone Biles     | Hopp                 | 15,966  | i.u.    | i.u.    | i.u.    | 15,966 | 1         |
| Simone Biles     | Bom                  | i.u.    | i.u.    | 14,733  | i.u.    | 14,733 | 3         |
| Simone Biles     | Fristående           | i.u.    | i.u.    | i.u.    | 15,966  | 15,966 | 1         |
| Gabby Douglas    | Barr                 | i.u.    | 15,066  | i.u.    | i.u.    | 15,066 | 7         |
| Laurie Hernandez | Bom                  | i.u.    | i.u.    | 15,333  | i.u.    | 15,333 | 2         |
| Madison Kocian   | Barr                 | i.u.    | 15,833  | i.u.    | i.u.    | 15,833 | 2         |
| Aly Raisman      | Individuell mångkamp | 15,633  | 14,166  | 14,866  | 15,433  | 60,098 | 2         |
| Aly Raisman      | Fristående           | i.u.    | i.u.    | i.u.    | 15,500  | 15,500 | 2         |

### Rytmisk
| Gymnast    | Gren         | Kval     | Kval   | Kval   | Kval   | Kval   | Kval      | Final            | Final            | Final            | Final            | Final            | Final            |
| Gymnast    | Gren         | Tunnband | Boll   | Käglor | Rep    | Totalt | Placering | Tunnband         | Boll             | Käglor           | Rep              | Totalt           | Placering        |
| ---------- | ------------ | -------- | ------ | ------ | ------ | ------ | --------- | ---------------- | ---------------- | ---------------- | ---------------- | ---------------- | ---------------- |
| Laura Zeng | Individuellt | 17,650   | 17,666 | 17,700 | 16,825 | 69,841 | 11        | Gick inte vidare | Gick inte vidare | Gick inte vidare | Gick inte vidare | Gick inte vidare | Gick inte vidare |

| Gymnast                                                                  | Gren  | Kval       | Kval              | Kval   | Kval      | Final            | Final            | Final            | Final            |
| Gymnast                                                                  | Gren  | 5 tunnband | 3 käglor 2 ringar | Totalt | Placering | 5 käglor         | 3 clubs 2 ringar | Totalt           | Placering        |
| ------------------------------------------------------------------------ | ----- | ---------- | ----------------- | ------ | --------- | ---------------- | ---------------- | ---------------- | ---------------- |
| Kiana Eide Alisa Kano Natalie McGiffert Monica Rokhman Kristen Shaldybin | Trupp | 13,980     | 16,316            | 30,296 | 14        | Gick inte vidare | Gick inte vidare | Gick inte vidare | Gick inte vidare |

### Trampolin
| Gymnast         | Gren                | Kval    | Kval      | Final            | Final            |
| Gymnast         | Gren                | Poäng   | Placering | Poäng            | Placering        |
| --------------- | ------------------- | ------- | --------- | ---------------- | ---------------- |
| Logan Dooley    | Herrarnas trampolin | 106,055 | 11        | Gick inte vidare | Gick inte vidare |
| Nicole Ahsinger | Damernas trampolin  | 95,455  | 15        | Gick inte vidare | Gick inte vidare |

## Judo
| Idrottare        | Gren                            | Omgång 1             | Omgång 2                | Omgång 3                   | Kvartsfinaler          | Semifinaler                   | Återkval                  | Final / BM                  | Final / BM       |                  |
| Idrottare        | Gren                            | Motståndare Resultat | Motståndare Resultat    | Motståndare Resultat       | Motståndare Resultat   | Motståndare Resultat          | Motståndare Resultat      | Motståndare Resultat        | Placering        |                  |
| ---------------- | ------------------------------- | -------------------- | ----------------------- | -------------------------- | ---------------------- | ----------------------------- | ------------------------- | --------------------------- | ---------------- | ---------------- |
| Nick Delpopolo   | Herrarnas lättvikt −73kg        | Bye                  | Goumar (NIG) W 100–000  | Ganbaatar (MGL) W 010–000  | Muki (ISR) L 000–100   | Gick inte vidare              | Ungvári (HUN) L 000–000 S | Gick inte vidare            | 7                |                  |
| Travis Stevens   | Herrarnas halv mellanvikt −81kg | Bye                  | R Pacek (SWE) W 001–000 | Sabirov (UZB) W 101–000    | Ivanov (BUL) W 100–000 | Tchrikishvili (GEO) W 100–000 | Bye                       | Khalmurzaev (RUS) L 000–100 | 2                |                  |
| Colton Brown     | Herrarnas mellanvikt −90kg      | Bye                  | Suliman (SUD) W 100–000 | Iddir (FRA) L 000–010      | Gick inte vidare       | Gick inte vidare              | Gick inte vidare          | Gick inte vidare            | Gick inte vidare |                  |
| Angelica Delgado | Damernas halv lättvikt −52kg    | i.u.                 | Tsolmon (MGL) L 003–010 | Gick inte vidare           | Gick inte vidare       | Gick inte vidare              | Gick inte vidare          | Gick inte vidare            | Gick inte vidare |                  |
| Marti Malloy     | Damernas lättvikt −57kg         | i.u.                 | Bye                     | Lien C-l (TPE) L 000–000 S | Gick inte vidare       | Gick inte vidare              | Gick inte vidare          | Gick inte vidare            | Gick inte vidare | Gick inte vidare |
| Kayla Harrison   | Damernas halv tungvikt −78kg    | i.u.                 | Bye                     | Zhang Zh (CHN) W 100–000   | Joó (HUN) W 100–000    | Velenšek (SLO) W 100–000      | Bye                       | Tcheuméo (FRA) W 100–000    | 1                |                  |

## Kanotsport

### Sprint
| Kanotist     | Gren               | Heat     | Heat      | Semifinaler      | Semifinaler      | Final            | Final            |
| Kanotist     | Gren               | Tid      | Placering | Tid              | Placering        | Tid              | Placering        |
| ------------ | ------------------ | -------- | --------- | ---------------- | ---------------- | ---------------- | ---------------- |
| Maggie Hogan | Damernas K-1 200 m | 44,668   | 7         | Gick inte vidare | Gick inte vidare | Gick inte vidare | Gick inte vidare |
| Maggie Hogan | Damernas K-1 500 m | 1:58,970 | 6         | Gick inte vidare | Gick inte vidare | Gick inte vidare | Gick inte vidare |

### Slalom
| Kanotist                    | Gren          | Kval   | Kval      | Kval   | Kval      | Kval   | Kval      | Semifinal | Semifinal | Final            | Final            |
| Kanotist                    | Gren          | Åk 1   | Placering | Åk 2   | Placering | Bästa  | Placering | Tid       | Placering | Tid              | Placering        |
| --------------------------- | ------------- | ------ | --------- | ------ | --------- | ------ | --------- | --------- | --------- | ---------------- | ---------------- |
| Casey Eichfeld              | Herrarnas C-1 | 100,02 | 8         | 101,23 | 10        | 100,02 | 12 Q      | 101,23    | 10 Q      | 99,69            | 7                |
| Casey Eichfeld Devin McEwan | Herrarnas C-2 | 112,33 | 8         | 117,19 | 9         | 112,33 | 10 Q      | 116,26    | 10 Q      | 117,85           | 10               |
| Michal Smolen               | Herrarnas K-1 | 92,96  | 11        | 90,13  | 6         | 90,13  | 10 Q      | 97,87     | 12        | Gick inte vidare | Gick inte vidare |
| Ashley Nee                  | Damernas K-1  | 113,15 | 14        | 105,60 | 6         | 105,60 | 9 Q       | 116,59    | 14        | Gick inte vidare | Gick inte vidare |

## Konstsim
| Idrottare                     | Gren  | Teknisk omgång | Teknisk omgång | Fri omgång (inledande) | Fri omgång (inledande)    | Fri omgång (inledande) | Fri omgång (final) | Fri omgång (final)        | Fri omgång (final) |
| Idrottare                     | Gren  | Poäng          | Placering      | Poäng                  | Totalt (tekniskt + fritt) | Placering              | Poäng              | Totalt (tekniskt + fritt) | Placering          |
| ----------------------------- | ----- | -------------- | -------------- | ---------------------- | ------------------------- | ---------------------- | ------------------ | ------------------------- | ------------------ |
| Anita Alvarez Mariya Koroleva | Duett | 86,4333        | 9              | 86,4612                | 172,8945                  | 9 Q                    | 85,7333            | 173,9945                  | 9                  |

## Modern femkamp
| Idrottare         | Gren                 | Fäktning (värja en stöt) | Fäktning (värja en stöt) | Fäktning (värja en stöt) | Fäktning (värja en stöt) | Simning (200 m frisim) | Simning (200 m frisim) | Simning (200 m frisim) | Ridning (hoppning) | Ridning (hoppning) | Ridning (hoppning) | Kombinerat: skytte/löpning (10 m luftpistol)/(3200 m) | Kombinerat: skytte/löpning (10 m luftpistol)/(3200 m) | Kombinerat: skytte/löpning (10 m luftpistol)/(3200 m) | Totalpoäng | Slutlig placering |
| Idrottare         | Gren                 | RR                       | BR                       | Placering                | Poäng                    | Tid                    | Placering              | Poäng                  | Straff             | Placering          | Poäng              | Tid                                                   | Placering                                             | Poäng                                                 | Totalpoäng | Slutlig placering |
| ----------------- | -------------------- | ------------------------ | ------------------------ | ------------------------ | ------------------------ | ---------------------- | ---------------------- | ---------------------- | ------------------ | ------------------ | ------------------ | ----------------------------------------------------- | ----------------------------------------------------- | ----------------------------------------------------- | ---------- | ----------------- |
| Nathan Schrimsher | Herrar, individuellt | 20–15                    | 0                        | 10                       | 220                      | 2:00,87                | 7                      | 338                    | 18                 | 18                 | 282                | 12:01,76                                              | 17                                                    | 610                                                   | 1450       | 10                |
| Isabella Isaksen  | Damer, individuellt  | 20–15                    | 1                        | 8                        | 221                      | 2:20,20                | 24                     | 280                    | 15                 | 18                 | 285                | 14:52,96                                              | 33                                                    | 469                                                   | 1255       | 25                |
| Margaux Isaksen   | Damer, individuellt  | 18–17                    | 1                        | 14                       | 209                      | 2:19,91                | 23                     | 281                    | 7                  | 10                 | 293                | 14:27,90                                              | 27                                                    | 497                                                   | 1280       | 20                |

## Ridsport
USA kvalificerade ett lag i hoppning samt fyra platser i den individuella tävlingen efter att ha slutat på tredje plats i VM 2014. I dressyr kvalificerades ett lag och fyra platser i den individuella tävlingen vid Panamerikanska spelen 2015. I fälttävlan kvalificerades ett lag och fyra platser i den individuella tävlingen vid Panamerikanska spelen 2015.

### Dressyr
Lag om fyra ekipage, samt fyra individuella platser:
| Ryttare           | Häst     | Grand Prix | Grand Prix | Grand Prix Special | Grand Prix Special | Grand Prix Freestyle | Grand Prix Freestyle | Placering        |
| Ryttare           | Häst     | Poäng      | Placering  | Poäng              | Placering          | Poäng                | Placering            | Placering        |
| ----------------- | -------- | ---------- | ---------- | ------------------ | ------------------ | -------------------- | -------------------- | ---------------- |
| Allison Brock     | Rosevelt | 72,686     | 25 Q       | 73,824             | 19 Q               | 74,464               | 77,857               | 76,160 (15)      |
| Laura Graves      | Verdades | 78,071     | 5 Q        | 80,644             | 5 Q                | 81,964               | 85,196               | 88,429 (4)       |
| Kasey Perry-Glass | Dublet   | 75,229     | 17 Q       | 73,235             | 22                 | Gick inte vidare     | Gick inte vidare     | Gick inte vidare |
| Steffen Peters    | Legolas  | 77,614     | 6 Q        | 74,622             | 14 Q               | 76,500               | 82,286               | 79,393 (12)      |

| Ryttare                                                     | Häst     | Grand Prix | Grand Prix | Grand Prix Special | Grand Prix Special | Placering |
| Ryttare                                                     | Häst     | Poäng      | Placering  | Poäng              | Total poäng        | Placering |
| ----------------------------------------------------------- | -------- | ---------- | ---------- | ------------------ | ------------------ | --------- |
| Allison Brock Laura Graves Kasey Perry-Glass Steffen Peters | som ovan | 76,971     | 3 Q        | 76,363             | 3                  | 76,667    |

### Fälttävlan
Lag om fyra ekipage, samt fyra individuella platser:
| Tävlande         | Häst              | Dressyr | Dressyr   | Terrängbana | Terrängbana | Hoppning | Hoppning  | Hoppning | Hoppning  | Totalt | Totalt    |
| Tävlande         | Häst              | Dressyr | Dressyr   | Terrängbana | Terrängbana | Kval     | Kval      | Final    | Final     | Totalt | Totalt    |
| Tävlande         | Häst              | Straff  | Placering | Straff      | Placering   | Straff   | Placering | Straff   | Placering | Straff | Placering |
| ---------------- | ----------------- | ------- | --------- | ----------- | ----------- | -------- | --------- | -------- | --------- | ------ | --------- |
| Phillip Dutton   | Mighty Nice       | 43,6    | 15        | 3,2         | 5           | 1        | 4         | 4        | 3         | 51,8   | 3         |
| Boyd Martin      | Blackfoot Mystery | 47,7    | 35        | 3,2         | 6           | 8        | 7         | 12       | 16        | 70,9   | 16        |
| Clark Montgomery | Loughan Glen      | 46,6    | 24        | RT          | RT          | RT       | RT        | RT       | RT        | RT     | RT        |
| Lauren Kieffer   | Veronica          | 47,3    | 33        | EL          | EL          | EL       | EL        | EL       | EL        | EL     | EL        |

| Tävlande                                                   | Häst     | Dressyr | Dressyr   | Terrängbana | Terrängbana | Hoppning | Hoppning  | Totalt | Totalt    |
| Tävlande                                                   | Häst     | Straff  | Placering | Straff      | Placering   | Straff   | Placering | Straff | Placering |
| ---------------------------------------------------------- | -------- | ------- | --------- | ----------- | ----------- | -------- | --------- | ------ | --------- |
| Clark Montgomery Lauren Kieffer Boyd Martin Phillip Dutton | som ovan | 137,5   | 6         | 1097,7      | 12          | 1106,7   | 12        | 1106,7 | 12        |

### Hoppning
Lag om fyra ekipage, samt fyra individuella platser: 
| Tävlande                                             | Häst     | Kvalifikation | Kvalifikation | Kvalifikation | Kvalifikation | Kvalifikation | Kvalifikation    | Kvalifikation    | Kvalifikation    | Final            | Final            | Final            | Final            | Final            | Total            |
| Tävlande                                             | Häst     | Runda 1       | Runda 1       | Runda 2       | Runda 2       | Runda 2       | Runda 3          | Runda 3          | Runda 3          | Runda A          | Runda A          | Runda B          | Runda B          | Runda B          | Total            |
| Tävlande                                             | Häst     | Straff        | Placering     | Straff        | Total         | Placering     | Straff           | Total            | Placering        | Straff           | Placering        | Straff           | Totalt           | Placering        | Placering        |
| ---------------------------------------------------- | -------- | ------------- | ------------- | ------------- | ------------- | ------------- | ---------------- | ---------------- | ---------------- | ---------------- | ---------------- | ---------------- | ---------------- | ---------------- | ---------------- |
| Lucy Davis                                           | Barron   | 4             | =27 Q         | 0             | 4             | =15 Q         | 4                | 8                | =18 Q            | 12               | =32              | Gick inte vidare | Gick inte vidare | Gick inte vidare | 12 (=32)         |
| Kent Farrington                                      | Voyeur   | 0             | =1 Q          | 0             | 0             | =1 Q          | 1                | 1                | =2 Q             | 0                | =1 Q             | 0                | 0                | =1 JO            | 8 (5)            |
| Beezie Madden                                        | Cortes C | 4 #           | =27 Q         | 8 #           | 12            | =46           | Gick inte vidare | Gick inte vidare | Gick inte vidare | Gick inte vidare | Gick inte vidare | Gick inte vidare | Gick inte vidare | Gick inte vidare | Gick inte vidare |
| McLain Ward                                          | Azur     | 4             | =27 Q         | 0             | 4             | =15 Q         | 0                | 4                | =7 Q             | 4                | =16 Q            | 0                | 4                | =9               | 4 (=9)           |
| Lucy Davis Kent Farrington Beezie Madden McLain Ward | som ovan | 8             | =8            | 0             | i.u.          | =1 Q          | 5                | 5                | 2                | i.u.             | i.u.             | i.u.             | i.u.             | i.u.             | 5                |

## Rodd
Herrar
| Roddare | Gren                                  | Heat    | Heat      | Återkval | Återkval  | Semifinal | Semifinal | Final   | Final     |
| Roddare | Gren                                  | Tid     | Placering | Tid      | Placering | Tid       | Placering | Tid     | Placering |
| --- | ------------------------------------- | ------- | --------- | -------- | --------- | --------- | --------- | ------- | --------- |
| Nareg Guregian Anders Weiss                                                                                                  | Herrarnas tvåa utan styrman           | 6:49,97 | 4 R       | 6:36,60  | 3 SA/B    | 6:33,95   | 5 FB      | 7:10,60 | 11        |
| Andrew Campbell Joshua Konieczny                                                                                             | Herrarnas lättvikts-dubbelsculler     | 6:26,56 | 2 SA/B    | Bye      | Bye       | 6:35,19   | 2 FA      | 6:35,07 | 5         |
| Charlie Cole Henrik Rummel Matt Miller Seth Weil                                                                             | Herrarnas fyra utan styrman           | 5:58,31 | 3 SA/B    | Bye      | Bye       | 6:19,08   | 4 FB      | 5:59,20 | 7         |
| Anthony Fahden Edward King Tyler Nase Robin Prendes                                                                          | Herrarnas lättvikts-fyra utan styrman | 6:05,61 | 2 SA/B    | Bye      | Bye       | 6:26,82   | 4 FB      | 6:36,96 | 10        |
| Mike DiSanto Sam Dommer Austin Hack Alex Karwoski Stephen Kasprzyk Rob Munn Glenn Ochal Hans Struzyna Sam Ojserkis (styrman) | Herrarnas åtta med styrman            | 5:40,16 | 2 R       | 5:51,13  | 1 FA      | i.u.      | i.u.      | 5:43,23 | 4         |

Damer
| Roddare | Gren                             | Heat    | Heat      | Återkval | Återkval  | Kvartsfinal | Kvartsfinal | Semifinal | Semifinal | Final   | Final     |
| Roddare | Gren                             | Tid     | Placering | Tid      | Placering | Tid         | Placering   | Tid       | Placering | Tid     | Placering |
| --- | -------------------------------- | ------- | --------- | -------- | --------- | ----------- | ----------- | --------- | --------- | ------- | --------- |
| Genevra Stone | Damernas singelsculler           | 8:29,67 | 1 QF      | Bye      | Bye       | 7:27,04     | 1 SA/B      | 7:44,56   | 2 FA      | 7:22,92 | 2         |
| Grace Luczak Felice Mueller | Damernas tvåa utan styrman       | 7:05,14 | 1 SA/B    | Bye      | Bye       | i.u.        | i.u.        | 7:20,93   | 2 FA      | 7:24,77 | 4         |
| Meghan O'Leary Ellen Tomek | Damernas dubbelsculler           | 7:46,92 | 4 R       | 7:00,60  | 2 SA/B    | i.u.        | i.u.        | 6:52,92   | 3 FA      | 8:06,18 | 6         |
| Kate Bertko Devery Karz | Damernas lättvikts-dubbelsculler | 7:07,37 | 3 R       | 7:58,90  | 1 SA/B    | i.u.        | i.u.        | 7:22,78   | 5 FB      | 7:29,96 | 10        |
| Tracy Eisser Megan Kalmoe Grace Latz Adrienne Martelli                                                                                | Damernas scullerfyra             | 6:40,78 | 3 R       | 6:28,54  | 4 FA      | i.u.        | i.u.        | i.u.      | i.u.      | 6:57,67 | 5         |
| Amanda Elmore Tessa Gobbo Elle Logan Meghan Musnicki Amanda Polk Emily Regan Lauren Schmetterling Kerry Simmonds Katelin Snyder (cox) | Damernas åtta med styrman        | 6:06,34 | 1 FA      | Bye      | Bye       | i.u.        | i.u.        | i.u.      | i.u.      | 6:01,49 | 1         |

## Segling
Herrar
| Idrottare                        | Gren                | Lopp | Lopp | Lopp | Lopp | Lopp | Lopp | Lopp | Lopp | Lopp | Lopp | Lopp | Lopp | Lopp | Nettopoäng | Slutlig placering |
| Idrottare                        | Gren                | 1    | 2    | 3    | 4    | 5    | 6    | 7    | 8    | 9    | 10   | 11   | 12   | M*   | Nettopoäng | Slutlig placering |
| -------------------------------- | ------------------- | ---- | ---- | ---- | ---- | ---- | ---- | ---- | ---- | ---- | ---- | ---- | ---- | ---- | ---------- | ----------------- |
| Pedro Pascual                    | Herrarnas RS:X      | 25   | 26   | 28   | 28   | DNF  | 28   | 22   | 26   | 28   | 23   | 20   | 32   | EL   | 286        | 28                |
| Charlie Buckingham               | Herrarnas laser     | 20   | 7    | 10   | 22   | 8    | 26   | 15   | 10   | 10   | 6    | i.u. | i.u. | EL   | 108        | 11                |
| Caleb Paine                      | Herrarnas finnjolle | 7    | 10   | 21   | 3    | 14   | 2    | 17   | 7    | 10   | 4    | i.u. | i.u. | 2    | 76         | 3                 |
| David Hughes Stuart McNay        | Herrarnas 470       | 10   | 7    | 8    | 13   | 4    | 7    | 6    | 1    | 11   | 14   | i.u. | i.u. | 4    | 71         | 4                 |
| Thomas Barrows III Joseph Morris | Herrarnas 49er      | 18   | 19   | 14   | 14   | DSQ  | 11   | 16   | 16   | 11   | 6    | 13   | 17   | EL   | 155        | 19                |

Damer
| Idrottare                     | Gren                  | Lopp | Lopp | Lopp | Lopp | Lopp | Lopp | Lopp | Lopp | Lopp | Lopp | Lopp | Lopp | Lopp | Nettopoäng | Slutlig placering |
| Idrottare                     | Gren                  | 1    | 2    | 3    | 4    | 5    | 6    | 7    | 8    | 9    | 10   | 11   | 12   | M*   | Nettopoäng | Slutlig placering |
| ----------------------------- | --------------------- | ---- | ---- | ---- | ---- | ---- | ---- | ---- | ---- | ---- | ---- | ---- | ---- | ---- | ---------- | ----------------- |
| Marion Lepert                 | Damernas RS:X         | 10   | 3    | 10   | 13   | RDG  | 23   | 6    | 23   | 15   | UFD  | 19   | 22   | EL   | 156.9      | 16                |
| Paige Railey                  | Damernas laser radial | 15   | 2    | 9    | 21   | 2    | 7    | 25   | 24   | 25   | 4    | i.u. | i.u. | DPI  | 131        | 10                |
| Annie Haeger Briana Provancha | Damernas 470          | 7    | 3    | 10   | 2    | 5    | 5    | 2    | 8    | 8    | 9    | i.u. | i.u. | 20   | 69         | 7                 |
| Paris Henken Helena Scutt     | Damernas 49erFX       | 13   | 16   | 14   | 5    | 1    | 4    | 11   | 8    | 8    | 12   | 12   | 6    | 18   | 112        | 10                |

Mixed
| Idrottare                 | Gren     | Lopp | Lopp | Lopp | Lopp | Lopp | Lopp | Lopp | Lopp | Lopp | Lopp | Lopp | Lopp | Lopp | Nettopoäng | Slutlig placering |
| Idrottare                 | Gren     | 1    | 2    | 3    | 4    | 5    | 6    | 7    | 8    | 9    | 10   | 11   | 12   | M*   | Nettopoäng | Slutlig placering |
| ------------------------- | -------- | ---- | ---- | ---- | ---- | ---- | ---- | ---- | ---- | ---- | ---- | ---- | ---- | ---- | ---------- | ----------------- |
| Bora Gulari Louisa Chafee | Nacra 17 | 13   | 9    | RET  | 12   | 21   | 4    | 9    | 2    | 8    | 8    | 9    | 3    | 8    | 106        | 8                 |

## Simhopp
Herrar
| Hoppare                     | Gren                          | Kval   | Kval      | Semifinal | Semifinal | Final            | Final            |
| Hoppare                     | Gren                          | Poäng  | Placering | Poäng     | Placering | Poäng            | Placering        |
| --------------------------- | ----------------------------- | ------ | --------- | --------- | --------- | ---------------- | ---------------- |
| Michael Hixon               | Herrarnas 3 m                 | 421,60 | 10 Q      | 467,25    | 4 Q       | 431,65           | 10               |
| Kristian Ipsen              | Herrarnas 3 m                 | 461,35 | 3 Q       | 437,70    | 7 Q       | 475,80           | 5                |
| David Boudia                | Herrarnas 10 m                | 496,55 | 4 Q       | 458,35    | 10 Q      | 525,25           | 3                |
| Steele Johnson              | Herrarnas 10 m                | 403,75 | 18 Q      | 447,85    | 13        | Gick inte vidare | Gick inte vidare |
| Sam Dorman Michael Hixon    | Herrarnas synkroniserade 3 m  | i.u.   | i.u.      | i.u.      | i.u.      | 450,21           | 2                |
| David Boudia Steele Johnson | Herrarnas synkroniserade 10 m | i.u.   | i.u.      | i.u.      | i.u.      | 457,11           | 2                |

Damer
| Hoppare                    | Gren                         | Kval   | Kval      | Semifinal | Semifinal | Final            | Final            |
| Hoppare                    | Gren                         | Poäng  | Placering | Poäng     | Placering | Poäng            | Placering        |
| -------------------------- | ---------------------------- | ------ | --------- | --------- | --------- | ---------------- | ---------------- |
| Kassidy Cook               | Damernas 3 m                 | 327,75 | 8 Q       | 304,35    | 13        | Gick inte vidare | Gick inte vidare |
| Abby Johnston              | Damernas 3 m                 | 333,60 | 6 Q       | 324,75    | =5 Q      | 302,85           | 12               |
| Jessica Parratto           | Damernas 10 m                | 346,80 | 3 Q       | 367,00    | 2 Q       | 344,60           | 10               |
| Katrina Young              | Damernas 10 m                | 313,85 | 12 Q      | 301,45    | 13        | Gick inte vidare | Gick inte vidare |
| Amy Cozad Jessica Parratto | Damernas synkroniserade 10 m | i.u.   | i.u.      | i.u.      | i.u.      | 301,02           | 7                |

## Simning
| Idrottare                                                                                       | Gren             | Heat    | Heat      | Semifinal | Semifinal | Final      | Final     |
| Idrottare                                                                                       | Gren             | Tid     | Placering | Tid       | Placering | Tid        | Placering |
| ----------------------------------------------------------------------------------------------- | ---------------- | ------- | --------- | --------- | --------- | ---------- | --------- |
| Dana Vollmer                                                                                    | 100 m fjärilsim  | 56,65   | 2 K       | 57,06     | 4 K       | 56,63      | 3         |
| Kelsi Worrell                                                                                   | 100 m fjärilsim  | 56,97   | 4 K       | 57,54     | 8         | Ej vidare  | Ej vidare |
| Maya DiRado                                                                                     | 400 m medley     | 4.33,50 | 3 K       | i.u.      | i.u.      | 4.31,15    | 2         |
| Elizabeth Beisel                                                                                | 400 m medley     | 4.34,38 | 6 K       | i.u.      | i.u.      | 4.34,98    | 6         |
| Simone Manuel Abbey Weitzeil Dana Vollmer Katie Ledecky Amanda Weir* Lia Neal* Allison Schmitt* | 4 × 100 m frisim | 3.33,59 | 2 K       | i.u.      | i.u.      | 3.31,89 NR | 2         |

(*)Simmade endast i heaten.
| Idrottare      | Gren           | Heat    | Heat      | Semifinal | Semifinal | Final   | Final     |
| Idrottare      | Gren           | Tid     | Placering | Tid       | Placering | Tid     | Placering |
| -------------- | -------------- | ------- | --------- | --------- | --------- | ------- | --------- |
| Chase Kalisz   | 400 m medley   | 4.08,12 | 1 K       | i.u.      | i.u.      | 4.06,75 | 2         |
| Jay Litherland | 400 m medley   | 4.11,10 | 4 K       | i.u.      | i.u.      | 4.11,68 | 5         |
| Conor Dwyer    | 400 m frisim   | 3.43,42 | 1 K       | i.u.      | i.u.      | 3.44,01 | 4         |
| Connor Jaeger  | 400 m frisim   | 3.45,37 | 7 K       | i.u.      | i.u.      | 3.44,16 | 5         |
| Kevin Cordes   | 100 m bröstsim | 59,13   | 4 K       | 59,33     | 5 K       | 59,22   | 4         |
| Cody Miller    | 100 m bröstsim | 59,17   | 5 K       | 59,05     | 2 K       | 58,87   | 3         |

K = Vidarekvalificerad; NR = nationsrekord; OR = olympiskt rekord; VR = världsrekord

## Taekwondo
| Idrottare       | Gren             | Åttondelsfinaler     | Kvartsfinaler          | Semifinaer               | Återkval               | Final                     | Final            |
| Idrottare       | Gren             | Motståndare Resultat | Motståndare Resultat   | Motståndare Resultat     | Motståndare Resultat   | Motståndare Resultat      | Placering        |
| --------------- | ---------------- | -------------------- | ---------------------- | ------------------------ | ---------------------- | ------------------------- | ---------------- |
| Steven López    | Herrarnas −80 kg | Gaun (RUS) W 7–4     | Muhammad (GBR) L 2–9   | Gick inte vidare         | Shkara (AUS) W 0–0 SUP | Oueslati (TUN) L 0–14 PTG | 5                |
| Stephen Lambdin | Herrarnas +80 kg | Siqueira (BRA) L 7–9 | Gick inte vidare       | Gick inte vidare         | Gick inte vidare       | Gick inte vidare          | Gick inte vidare |
| Paige McPherson | Damernas −67 kg  | Azizova (AZE) L 5–6  | Gick inte vidare       | Gick inte vidare         | Gick inte vidare       | Gick inte vidare          | Gick inte vidare |
| Jackie Galloway | Damernas +67 kg  | Weekes (PUR) W 5–0   | Oogink (NED) W 1–1 SUP | Espinoza (MEX) L 0–0 SUP | Bye                    | Épangue (FRA) W 2–1       | 3                |

## Tennis
Damer
| Spelare                               | Gren      | Omgång 1                            | Omgång 2                                           | Åttondelsfinaler                     | Kvartsfinaler              | Semifinaler             | Final / BM                    | Final / BM       |
| Spelare                               | Gren      | Motståndare Poäng                   | Motståndare Poäng                                  | Motståndare Poäng                    | Motståndare Poäng          | Motståndare Poäng       | Motståndare Poäng             | Placering        |
| ------------------------------------- | --------- | ----------------------------------- | -------------------------------------------------- | ------------------------------------ | -------------------------- | ----------------------- | ----------------------------- | ---------------- |
| Madison Keys                          | Damsingel | Kovinić (MNE) W 6–3, 6–3            | Mladenovic (FRA) W 7–5, 6–7(4–7), 7–6(7–5)         | Suárez Navarro (ESP) W 6–3, 3–6, 6–3 | Kasatkina (RUS) W 6–3, 6–1 | Kerber (GER) L 3–6, 5–7 | Kvitová (CZE) L 5–7, 6–2, 2–6 | 4                |
| Sloane Stephens                       | Damsingel | Bouchard (CAN) L 3–6, 3–6           | Gick inte vidare                                   | Gick inte vidare                     | Gick inte vidare           | Gick inte vidare        | Gick inte vidare              | Gick inte vidare |
| Serena Williams                       | Damsingel | Gavrilova (AUS) W 6–4, 6–2          | Cornet (FRA) W 7–6(7–5), 6–2                       | Svitolina (UKR) L 4–6, 3–6           | Gick inte vidare           | Gick inte vidare        | Gick inte vidare              | Gick inte vidare |
| Venus Williams                        | Damsingel | Flipkens (BEL) L 6–4, 3–6, 6–7(5–7) | Gick inte vidare                                   | Gick inte vidare                     | Gick inte vidare           | Gick inte vidare        | Gick inte vidare              | Gick inte vidare |
| Bethanie Mattek-Sands Coco Vandeweghe | Damdubbel | i.u.                                | Medina Garrigues / Parra Santonja (ESP) W 6–1, 6–1 | Bacsinszky/ Hingis (SUI) L 4–6, 4–6  | Gick inte vidare           | Gick inte vidare        | Gick inte vidare              | Gick inte vidare |
| Serena Williams Venus Williams        | Damdubbel | i.u.                                | Šafářová / Strýcová (CZE) L 3–6, 4–6               | Gick inte vidare                     | Gick inte vidare           | Gick inte vidare        | Gick inte vidare              | Gick inte vidare |

Herrar
| Spelare                 | Gren       | Omgång 1                     | Omgång 2                                      | Åttondelsfinaler                         | Kvartsfinaler                           | Semifinaler                     | Final / BM                         | Final / BM       |
| Spelare                 | Gren       | Motståndare Poäng            | Motståndare Poäng                             | Motståndare Poäng                        | Motståndare Poäng                       | Motståndare Poäng               | Motståndare Poäng                  | Placering        |
| ----------------------- | ---------- | ---------------------------- | --------------------------------------------- | ---------------------------------------- | --------------------------------------- | ------------------------------- | ---------------------------------- | ---------------- |
| Brian Baker             | Herrsingel | Sugita (JPN) L 7–5, 5–7, 4–6 | Gick inte vidare                              | Gick inte vidare                         | Gick inte vidare                        | Gick inte vidare                | Gick inte vidare                   | Gick inte vidare |
| Steve Johnson           | Herrsingel | King (BAR) W 6–3, 6–2        | Elias (POR) W 6–3, 6–4                        | Donskoj (RUS) W 6–1, 6–1                 | A Murray (GBR) L 0–6, 6–4, 6–7(2–7)     | Gick inte vidare                | Gick inte vidare                   | Gick inte vidare |
| Denis Kudla             | Herrsingel | Martin (SVK) L 0–6, 3–6      | Gick inte vidare                              | Gick inte vidare                         | Gick inte vidare                        | Gick inte vidare                | Gick inte vidare                   | Gick inte vidare |
| Jack Sock               | Herrsingel | Daniel (JPN) L 4–6, 4–6      | Gick inte vidare                              | Gick inte vidare                         | Gick inte vidare                        | Gick inte vidare                | Gick inte vidare                   | Gick inte vidare |
| Brian Baker Rajeev Ram  | Herrdubbel | i.u.                         | Monfils / Tsonga (FRA) W 6–1, 6–4             | Marach / Peya (AUT) L 4–6, 7–6(7–2), 3–6 | Gick inte vidare                        | Gick inte vidare                | Gick inte vidare                   | Gick inte vidare |
| Steve Johnson Jack Sock | Herrdubbel | i.u.                         | Peralta / Podlipnik-Castillo (CHI) W 6–2, 6–2 | Cabal / Farah (COL) W 6–4, 7–6(7–1)      | Bautista Agut / Ferrer (ESP) W 6–4, 6–2 | Mergea / Tecău (ROU) L 3–6, 5–7 | Nestor / Pospisil (CAN) W 6–2, 6–4 | 3                |

Mixed
| Spelare                         | Gren        | Åttondelsfinaler                                   | Kvartsfinaler                    | Semifinaler                               | Final / BM                                        | Final / BM |
| Spelare                         | Gren        | Motståndare Poäng                                  | Motståndare Poäng                | Motståndare Poäng                         | Motståndare Poäng                                 | Placering  |
| ------------------------------- | ----------- | -------------------------------------------------- | -------------------------------- | ----------------------------------------- | ------------------------------------------------- | ---------- |
| Bethanie Mattek-Sands Jack Sock | Mixeddubbel | Konta / J Murray (GBR) W 6–4, 6–3                  | Pereira / Melo (BRA) W 6–4, 6–4  | Hradecká / Stepanek (CZE) W 6–4, 7–6(7–3) | Williams / Ram (USA) W 6–7(3–7), 6–1, [10–7]      | 1          |
| Venus Williams Rajeev Ram       | Mixeddubbel | Bertens / Rojer (NED) W 6–7(4–7), 7–6(7–3), [10–8] | Vinci / Fognini (ITA) W 6–3, 7–5 | Mirza / Bopanna (IND) W 6–2, 2–6, [10–3]  | Mattek-Sands / Sock (USA) L 7–6(7–3), 1–6, [7–10] | 2          |

## Triathlon
| Idrottare       | Gren                | Simning (1,5 km) | Trans 1 | Cykling (40 km) | Trans 2 | Löpning (10 km) | Totaltid | Placering |
| --------------- | ------------------- | ---------------- | ------- | --------------- | ------- | --------------- | -------- | --------- |
| Greg Billington | Herrarnas triathlon | 18:15            | 0:49    | 59:33           | 0:42    | 32:45           | 1:52:04  | 37        |
| Ben Kanute      | Herrarnas triathlon | 17:29            | 0:46    | 55:03           | 0:40    | 35:01           | 1:48:59  | 29        |
| Joe Maloy       | Herrarnas triathlon | 18:03            | 0:50    | 56:25           | 0:35    | 32:37           | 1:48:30  | 23        |
| Gwen Jorgensen  | Damernas triathlon  | 19:12            | 0:56    | 1:01:21         | 0:38    | 34:09           | 1:56:16  | 1         |
| Sarah True      | Damernas triathlon  | 19:10            | 0:54    | Lapped          | Lapped  | Lapped          | Lapped   | Lapped    |
| Katie Zaferes   | Damernas triathlon  | 19:03            | 1:01    | 1:01:26         | 0:41    | 38:44           | 2:00:55  | 18        |